# 銀魂 (アニメ)
『銀魂』（ぎんたま）は、空知英秋の漫画『銀魂』を原作とするサンライズ（→後に子会社バンダイナムコピクチャーズに移管）制作のテレビアニメ。
本項目では公式情報に基づき、2006年 - 2010年に放送された「銀魂」を第1期、2011年 - 2012年に放送された「銀魂’」を第2期、2012年 - 2013年に放送された「銀魂’延長戦」を第2期延長戦、2015年 - 2016年に放送された「銀魂゜」を第3期、2017年 - 2018年に放送された「銀魂.」を第4期と表記する。

## 概要
テレビアニメは放送休止期間を挟みつつ、2006年から2018年までテレビ東京系列（TXN）などで4期に渡り全367話が放送された。付随して3本の劇場版やイベント用ムービー、OVAも制作され、足掛け15年にわたって原作のほぼ全てのエピソードがアニメ化された。より詳細な流れは沿革の節を参照。
初代シリーズ構成の大和屋暁と初代監督の高松信司の手腕により原作のテンションと毒を巧みに再現し、過激な部分を含めてほぼ忠実なアニメ化がなされた。高松は、毎週茶の間で笑って楽しんでもらえるものにしたいという気持ちから、本作品を「作品」ではなく「バラエティ番組」のつもりで作っていると発言しており、この想いは2代目以降の監督にも引き継がれている。
アニメオリジナル要素として、世代ギャグやパロディ、メタフィクションネタなども積極的にアニメ化され、放送枠移動や打ち切り、原作への追いつき、製作費や画面アスペクト比といったアニメ製作の裏側までもが表現されている。
放送中に原作単行本を追い抜いてしまう事態が度々起こっており、第136話、第188話、第195話後半から第201話、第249話から第251話、第364話中盤から第367話は単行本化される前にアニメで放送された。
基本的に1話につき1つのエピソードが放送されるが、2本立ての回や、本編が通常の放送時間より早く終了し、残りの時間で次回の冒頭部分を放送している回、前話の終わりに流れた次回予告が次話のプロローグの体裁を取っている回、オープニングが短縮されている回など、一般的なアニメ作品と異なる構成となることも多い。
2016年、東京アニメアワード2016 アニメファン賞を受賞。

## 沿革

### 第1期
2005年のジャンプフェスタアニメツアーのオリジナルアニメ（以下参照）を経て、2006年4月4日よりテレビ東京『火曜いージャン!!』前半枠（火曜19:00 - 19:30、一部系列局では異なる）でテレビシリーズが放送開始。同年10月からは木曜18:00 - 18:30の枠に移動した。
第56話が放送された2007年5月17日には、愛知県で立てこもり事件が発生したためNHK総合および民放4局は事件現場を生中継していたが、本作品は予定通り放送された。更に、話の内容が立てこもり事件を題材としたものだったため、後日、東不可止プロデューサーは携帯コラムにて「この展開は予想外だった」とコメントしている。
2007年9月27日放送の第75話のサブタイトルの長さは182文字で、日本のアニメとしては同じ高松監督の『スクールランブル』第26話（最終回）に続き第2位となる。
第80話は2007年11月1日に放送予定だったが、『日本シリーズ2007』第5戦（中日ドラゴンズが勝利し日本一が決定）の中継のため1週順延となり、BSジャパンでも11月7日の放送は別の番組に差し替えられた。これにともない、当初1つの話のAパート・Bパートとして放送される予定だった第92話と第94話が2つに分けて放送され、バレンタインの話の放送日が決まっていたため、マダオ裁判の前後編を繰り下げた。
3年目に突入した2008年4月3日の第100話から監督として新たに藤田陽一が就任。約1ヶ月強の間高松と共同で監督を務めた後、5月15日の第106話から高松が監修に退く形で監督が交代された。なお、3年目に突入する直前で地方局での打ち切りが相次いだ（後述）。
2009年3月26日の第150話は嘘の最終回として放映されたが、一部の放送局ではその回に前後する形で本当に打ち切りとなった（後述）。また、翌週の4月2日から放映が開始したシーズン其ノ四は、デジタル放送に限り画面の両サイドパネルに「銀魂」のロゴマークが表示されるようになった。
2010年3月25日をもって本編放送（第1期）を終了。全201話。原作第1巻から第34巻冒頭までの内容がアニメ化された。
2010年4月5日より月曜18:00 - 18:30の枠に移動し、特選放送『よりぬき銀魂さん』の第1期を放送。「よりぬき銀魂さん」よりOPとEDのみハイビジョン制作に対応。同時にアナログ放送が4:3からレターボックス付き16:9へ移行し、本編はデジタル放送と同様に画面の両サイドパネルにロゴマークが表示されるようになった（額縁放送）。
同月24日より『劇場版 銀魂 新訳紅桜篇』が公開。

### 第2期・第2期延長戦
2010年12月6日発売の週刊少年ジャンプ2011年1号にて、2011年4月から第2期の放送が開始されることが発表され、その後2011年4月4日から『よりぬき銀魂さん』（第1期）と同じ時間帯（月曜18:00 - 18:30）での放送が決定した。第2期より本編もハイビジョン制作に完全移行した。タイトルはロゴ上やAT-Xでは「銀魂'」となっているが、製作委員会の組成が変わったという事情（著作権表記に新たにアニプレックスが追加されている）から便宜上、第1期と区別する必要を要し「'」をつけているだけであり、地上波での放送やその他の表記や読み方は今までと変わらず「ぎんたま」である。第1期で見られたアニメオリジナルストーリーや2本立ての回がほとんどなくなり、前者は第209話と第252話、後者は第204話と第205話のみとなった。また、同時ネット局を除くネット局が大幅に減少。AT-Xとびわ湖放送のみとなった。
第203話放送の40分ほど前に福島県を震源とする震度5弱、震度6弱の地震が発生したが、本編は予定通り放送された。放送中は津波警報の地図が表示されており、また放送中に緊急地震速報が発表された。
第232話はテレビ東京側の都合によりAT-Xおよびびわ湖放送での放送が見送りとなった。テレビ東京側は理由について「特定の個人を想起させる描写があったため」とコメントしている。同話では「レンホウ」というキャラクターが選挙カーに乗って登場するなどのシーンが存在するが、モデルとなったと思われる蓮舫大臣の国会事務所は「抗議した事実はございません」とコメントしている。該当話は放送時点では事実上欠番扱いとなっていたが、DVDなどでは蓮舫大臣が登場するAパートのみに修正を施した上で収録され、以後CSで放送される際はソフト版が放送されている。また、2011年11月29日には監修の高松がTwitterにおいて「ご好評頂きました「蓮蓬篇」は無事完結いたしましたが、これを完全な形でソフト化してお届け出来ないのが残念です」とコメントしている。
2012年3月26日をもって第2期の放送が終了し、原作第34巻から第46巻までの内容がアニメ化された。全51話。これにより、『よりぬき銀魂さん』を含めて通算6年間の放送で一旦完全に放送が終了した。第2期の放送終了に関しては、第1期の作中で次年度の放送継続と終了を発表したのとは異なり、最終回当日までほとんど伏せられた形であった。
2012年10月4日より第2期延長戦の放送が決定し、第1期の終了以来2年半ぶりに木曜18:00 - 18:30の枠で放送された。「特選再放送“よりぬき銀魂さん”に加えて新作エピソードも放送予定である」とアニメホームページで告知された（製作委員会の組成は第2期のままであるため、ロゴは変わらず「銀魂'」、地上波での放送やその他の表記や読み方も“ぎんたま”のまま変わらない）。
第2期延長戦開始時には「金魂篇」が放送され、期間中は公式サイトのトップ絵や登場人物一覧、新聞のテレビ欄やEPGの表記、オープニングやエンディングのアニメーション、サブタイトルの文字（筆文字→金色のワードアート）、さらには監督コメントまでが完全な『金魂'』仕様になった。
2013年3月28日をもって第2期延長戦の放送が終了。全13話。公式によると「テレビの放送はもともと3月終了でその後の春に映画ロードショーという皮算用だった」という。2013年4月よりBSジャパンで『よりぬき銀魂さん』が開始され、内容はテレビ東京が放送した特選放送ではなく、BSジャパンが未放送となっていた第2期を特選放送。9月末、227話の『SKET DANCE』とのコラボ回にて終了（次回予告はしていた）。そして2013年7月6日に公開された『劇場版 銀魂 完結篇 万事屋よ永遠なれ』をもってアニメ銀魂は一度完結とされた。

### 第3期
2014年12月21日のジャンプフェスタ2015で2年ぶりの新シリーズの存在が明らかとなり、2015年4月8日より水曜18:00 - 18:30の枠で「銀魂゜」のタイトルで放送開始。
2015年4月をもって当作品の制作・権利が、サンライズから新たに分社化された子会社のバンダイナムコピクチャーズに移管。制作スタッフも監督が宮脇千鶴に交代し、第2期延長戦までシリーズ構成を担当していた大和屋暁が降板、藤田が監修に退き高松が音響監督に移動するなど多くのスタッフが入れ替わっている。
第3期では部分的なアニメオリジナルのパロディネタを除き、完全なアニメオリジナルストーリーが一切放送されなかった。
性転換篇が放送された第275話・第276話のEDでは性別が変わったキャラは性転換後の容姿になった。第275話では万事屋・真選組・九兵衛が変更され、第276話ではあやめ・月詠・お登勢・キャサリンも変更された。性転換篇に登場しない桂・坂本・エリザベスは頭にリボンが付け足された。同篇放送中は公式サイトのキャラクター紹介でもお登勢・キャサリンを除き性別や名前が変わったキャラは性転換後の容姿および名前になっていた。
2015年11月3日に、12月2日から『将軍暗殺篇』を放送することが大々的に発表される。同時に将軍暗殺篇のキービジュアルが公開された他、レギュラーの万事屋3人の声優のコメントも発表され、11月11日の放送後には特別予告編が流れた。2016年2月3日からは第3期の完結編として『さらば真選組篇』が引き続きアニメ化された。演出面においても、番組ロゴ、OP・ED映像、本編サブタイトルの挿入部分、アイキャッチが変更されたりと、本編のシリアスな展開に合わせた構成となっている。
1年間の放送を経て2016年3月30日をもって放送終了。全51話。原作第44巻の第三百八十四訓・第三百八十五訓と第47巻から第61巻までの内容がアニメ化された。

### 第4期（烙陽決戦篇・ポロリ篇・銀ノ魂篇）
2017年1月9日より、CS放送やテレビ東京系列以外の一部の放送局を除けば初の深夜枠で「銀魂.」のタイトルで第4期が放送された。プラニングマネージャーの役職が廃止された代わりに企画が加わり、製作クレジットの表記が「銀魂製作委員会」に変更された。また、深夜枠への移動に伴い字幕放送は未実施となっている。
同年3月27日までは第61巻から第66巻の第五百九十五訓までの『烙陽決戦篇』がアニメ化され、終了後は実写版の宣伝を兼ねる形でセレクション再放送『よりぬけ!銀魂さん 過去回想篇』が放送された。烙陽決戦篇や銀ノ魂篇ではアニメの1話分に原作の4話以上を使用することがあり、過去の長編と比較して進行速度が早くなっている。また、演出面も概ね将軍暗殺篇以降に準じている。
2017年10月2日から同年12月25日は『ポロリ篇』と題し、第48巻から第56巻のうち将軍暗殺篇以降の放送に伴ってアニメ化されなかった原作が順次アニメ化された。
2018年1月8日から同年3月26日は『銀ノ魂篇』の「前半戦」と称し、第66巻の第五百九十六訓から第70巻の六百三十一訓までがアニメ化された。なお、『銀ノ魂篇』の放送に伴い、番組ロゴが再度変更されている。2018年7月9日からは「後半戦」と称し、第70巻の六百三十二訓から第76巻の第六百八十七訓の前半部分までがアニメ化された。
幾度の休止期間や『よりぬき銀魂さん』を挟みながら、2018年10月8日をもって放送終了。全51話。
2021年1月8日より『銀魂 THE FINAL』が公開。また、映画公開後の同年1月15日と1月20日には、『銀ノ魂篇』のその後にあたる第76巻の第六百八十七訓の後半から第77巻の第六百九十六訓中盤までのストーリーを再構成したものがアニメ化され、映画『銀魂 THE FINAL』の前日譚『銀魂 THE SEMI-FINAL』としてdTVで独占配信された。OPは『銀ノ魂篇』から継続しているが、一部スタッフとEDは『銀ノ魂篇』から変更されている。

## キャスト
万事屋
- 坂田銀時 - 杉田智和
- 志村新八 - 阪口大助
- 神楽 - 釘宮理恵
- 定春 - 高橋美佳子

真選組
- 近藤勲 - 千葉進歩
- 土方十四郎 - 中井和哉
- 沖田総悟 - 鈴村健一
- 山崎退 - 太田哲治
- 松平片栗虎 - 若本規夫
- 伊藤鴨太郎 - 真殿光昭

攘夷派
- 桂小太郎 - 石田彰
- エリザベス - 高松信司

鬼兵隊
- 高杉晋助 - 子安武人
- 河上万斉 - 山崎たくみ
- 来島また子 - 早水リサ
- 武市変平太 - 茶風林

柳生一門
- 柳生九兵衛 - 折笠富美子
- 東城歩 - 遊佐浩二
- 柳生敏木斎 - 龍田直樹

かぶき町の住人
- 志村妙 - ゆきのさつき
- お登勢 - くじら
- キャサリン - 杉本ゆう
- 長谷川泰三 - 立木文彦

夜兎族
- 神威 - 日野聡
- 阿伏兎 - 大塚芳忠

御庭番衆
- 服部全蔵 - 藤原啓治
- 猿飛あやめ - 小林ゆう

見廻組
- 佐々木異三郎 - 森川智之
- 今井信女 - 平野綾

その他
- 徳川茂茂 - 小野友樹
- 吉田松陽 - 山寺宏一
- 月詠 - 甲斐田裕子
- 坂本辰馬 - 三木眞一郎
- ハタ皇子 - 坂口候一
- 寺門通 - 高橋美佳子
- 平賀源外 - 青野武（第16話 - 第213話）→島田敏（第224話 - ）

## スタッフ
|                                 | 第1期                                                           | 第2期・第2期延長戦             | 第3期                          | 第4期                                                  | THE SEMI-FINAL                                     |
| ------------------------------- | --------------------------------------------------------------- | ------------------------------ | ------------------------------ | ------------------------------------------------------ | -------------------------------------------------- |
| 原作                            | 空知英秋                                                        | 空知英秋                       | 空知英秋                       | 空知英秋                                               | 空知英秋                                           |
| 監督                            | - 高松信司 - 藤田陽一                                           | 藤田陽一                       | 宮脇千鶴                       | 宮脇千鶴                                               | 宮脇千鶴                                           |
| 企画                            | N/A                                                             | N/A                            | N/A                            | - 廣部琢之 - 今井陽介 - 尾崎雅之 - 木下暢起 - 岩上敦宏 | - 丸茂礼 - 東山敦 - 尾崎雅之 - 瓶子吉久 - 岩上敦宏 |
| 監修                            | 高松信司（第106話 - 第265話）                                   | 高松信司（第106話 - 第265話）  | 藤田陽一                       | 藤田陽一                                               | 藤田陽一                                           |
| シリーズ構成                    | 大和屋暁                                                        | 大和屋暁                       | N/A                            | N/A                                                    | N/A                                                |
| キャラクターデザイン 総作画監督 | 竹内進二                                                        | 竹内進二                       | 竹内進二                       | 竹内進二                                               | 竹内進二                                           |
| デザインワークス                | - 今石進 - 乙幡忠志                                             | 乙幡忠志                       | 中村ユミ                       | 中村ユミ                                               | 中村ユミ                                           |
| 美術監督                        | 野村裕樹                                                        | 野村裕樹                       | 福島孝喜、間庭奈美             | 福島孝喜、間庭奈美                                     | 福島孝喜、間庭奈美                                 |
| 色彩監修                        | N/A                                                             | N/A                            | N/A                            | N/A                                                    | 歌川律子                                           |
| 色彩設計                        | 歌川律子                                                        | 歌川律子                       | 歌川律子                       | 歌川律子                                               | 尾垣拓也                                           |
| 撮影監督                        | 老平英                                                          | 老平英                         | 寺本友紀                       | 寺本友紀                                               | 寺本友紀                                           |
| CG監督                          | - 古川貴之 - 真田竹志 - 中島豊                                  | 中島豊                         | 鈴木知美                       | 鈴木知美                                               | 鈴木知美                                           |
| 編集                            | 瀬山武司                                                        | 瀬山武司                       | - 瀬山武司 - 佐々木紘美        | - 佐々木紘美 - 白石あかね                              | - 白石あかね                                       |
| 音響監修                        | N/A                                                             | N/A                            | 小林克良                       | 小林克良                                               | 小林克良                                           |
| 音響監督                        | 小林克良                                                        | 小林克良                       | 高松信司                       | 高松信司                                               | 高松信司                                           |
| 音楽                            | Audio Highs                                                     | Audio Highs                    | Audio Highs                    | Audio Highs                                            | Audio Highs                                        |
| 録音演出                        | 高松信司（第53話 - 第265話）                                    | 高松信司（第53話 - 第265話）   | N/A                            | N/A                                                    | N/A                                                |
| 音響効果                        | 武藤晶子（サウンドボックス）                                    | 武藤晶子（サウンドボックス）   | 武藤晶子（サウンドボックス）   | 武藤晶子（サウンドボックス）                           | 武藤晶子（サウンドボックス）                       |
| 音楽制作                        | アニプレックス、ミラクル・ロボ                                  | アニプレックス、ミラクル・ロボ | アニプレックス、ミラクル・バス | アニプレックス、ミラクル・バス                         | アニプレックス、ミラクル・バス                     |
| 音楽プロデューサー              | 鎌形英一                                                        | N/A                            | N/A                            | N/A                                                    | N/A                                                |
| アシスタント プロデューサー     | 樋口弘光                                                        | N/A                            | N/A                            | N/A                                                    | N/A                                                |
| プロデューサー                  | テレビ東京                                                      | テレビ東京                     | テレビ東京                     | テレビ東京                                             | テレビ東京                                         |
| プロデューサー                  | - 小林教子 - 東不可止                                           | - 東不可止 - 和田慎之介        | 松山進                         | 松山進                                                 | 番泰之                                             |
| プロデューサー                  | 電通                                                            | 電通                           | 電通                           | N/A                                                    | N/A                                                |
| プロデューサー                  | - 武藤大司 - 笹田直樹                                           | - 横山真二郎 - 嵯峨隼人        | - 斎藤朋之 - 本多祐            | N/A                                                    | N/A                                                |
| プロデューサー                  | サンライズ                                                      | サンライズ                     | バンダイナムコピクチャーズ     | バンダイナムコピクチャーズ                             | バンダイナムコピクチャーズ                         |
| プロデューサー                  | - 若鍋竜太 - 樋口弘光                                           | 樋口弘光                       | - 三浦進 - 樋口弘光            | 樋口弘光                                               | 前川貴史                                           |
| プランニング マネジャー         | テレビ東京                                                      | テレビ東京                     | テレビ東京                     | N/A                                                    | N/A                                                |
| プランニング マネジャー         | - 岩田圭介 - 廣部琢之 - 原田孝 - 井口晴之 - 岡林曜子 - 吉多奈央 | - 岡林曜子 - 番泰之            | - 番泰之 - 峯岸岳              | N/A                                                    | N/A                                                |
| プランニング マネジャー         | N/A                                                             | N/A                            | バンダイナムコピクチャーズ     | バンダイナムコピクチャーズ                             | バンダイナムコピクチャーズ                         |
| プランニング マネジャー         | N/A                                                             | N/A                            | - 樋口弘光                     | N/A                                                    | 樋口弘光                                           |
| 題字                            | 若鍋竜太                                                        | 若鍋竜太                       | 若鍋竜太                       | 若鍋竜太                                               | 若鍋竜太                                           |
| アニメーション制作              | サンライズ                                                      | サンライズ                     | バンダイナムコピクチャーズ     | バンダイナムコピクチャーズ                             | バンダイナムコピクチャーズ                         |
| 製作                            | テレビ東京                                                      | テレビ東京                     | テレビ東京                     | 銀魂製作委員会                                         | 銀魂製作委員会                                     |
| 製作                            | 電通                                                            |                                |                                | 銀魂製作委員会                                         | 銀魂製作委員会                                     |
| 製作                            | サンライズ                                                      | サンライズ                     | バンダイナムコピクチャーズ     | 銀魂製作委員会                                         | 銀魂製作委員会                                     |

## 主題歌
原則としてソニー・ミュージックエンタテインメント系列出身のアーティストが担当。
長編の際は、最終話のEDがそのクールのOPもしくはEDを長くした特殊エンディングとして流れることが多い。また、第2期までは4クール（1年）区切りでも特殊エンディングが流れた。

### オープニングテーマ
「桃源郷エイリアン」までは2クールごと、「ジレンマ」以降は1クールごとに変更されるようになっている。
「Pray」（第1話 - 第24話）
作詞 - Tommy heavenly6 / 作曲・編曲 - Chris Walker / 歌 - Tommy heavenly6
「遠い匂い」（第25話 - 第49話）
作詞・作曲 - YO-KING / 編曲 - YO-KING、島田昌典 / 歌 - YO-KING
第49話は「遠い匂い (indians version)」が使用された。
「銀色の空」（第50話 - 第75話）
作詞 - 井上秋緒 / 作曲 - 村屋光二 / 編曲 - redballoon、本間昭光 / 歌 - redballoon
第61話・第62話ではEDとして使用された。
「かさなる影」（第76話 - 第99話）
作詞 - Hearts Grow / 作曲 - Hearts Grow / 編曲 - Fabric / 歌 - Hearts Grow
第97話・第99話ではEDとして使用された。
「曇天」（第100話 - 第125話）
作詞・作曲 - 氏原ワタル / 編曲 - DOES / 歌 - DOES
第105話ではEDとして使用された。
「アナタMAGIC」（第126話 - 第150話）
作詞・作曲 - 桃野陽介 / 編曲 - monobright / 歌 - monobright
第150話ではEDとして使用された。
「Stairway Generation」（第151話 - 第176話）
作詞・作曲 - 小出祐介 / 編曲 - Base Ball Bear、玉井健二 / 歌 - Base Ball Bear
オープニング・エンディング含めてソニー・ミュージック系列以外のアーティストが担当した唯一の例。
第176話ではEDとして使用された。
「Light Infection」（第177話 - 第201話）
作詞 - 鈴木雄太 / 作曲・編曲・歌Prague
第184話ではEDとして使用された。
「桃源郷エイリアン」（第202話 - 第227話）
作詞 - 稲増五生 / 作曲 - 新井弘毅 / 編曲・歌 - serial TV drama
第252話ではEDとして使用された。
「ジレンマ」（第228話 - 第240話）
作詞・作曲 - 壷坂恵 / 編曲 - ecosystem、TOMI YO / 歌 - ecosystem
第236話ではEDとして使用された。
「ワンダーランド」（第241話 - 第252話）
作詞 - 渡名喜幸子、いしわたり淳治 / 作曲 - 渡名喜幸子 / 編曲 - FLiP、いしわたり淳治 / 歌 - FLiP
「LET'S GO OUT」（第253話 - 第256話）
作詞 - 川瀬智子 / 作曲・編曲 - 奥田俊作 / 歌 - AMOYAMO
第256話ではEDとして使用された。
「サクラミツツキ」（第257話 - 第265話）
作詞 - MOMIKEN / 作曲・編曲 - UZ / 歌 - SPYAIR
第261話ではEDとして使用された。
「DAY×DAY」（第266話 - 第277話）
作詞・作曲・編曲 - 田邊駿一 / 歌 - BLUE ENCOUNT
「プライド革命」（第278話 - 第291話）
作詞・作曲・編曲 - HoneyWorks / 歌 - CHiCO with HoneyWorks
第281話ではEDとして使用された。
「Beautiful Days」（第292話 - 第303話、愛染香編）
作詞・作曲 - オカモトショウ / 編曲 - オカモトコウキ / 歌 - OKAMOTO'S
将軍暗殺編では、後半部分の映像が大幅に変更された。
「KNOW KNOW KNOW」（第304話 - 第316話）
作詞・作曲 - 氏原ワタル / 編曲・歌 - DOES
将軍暗殺編では本編からの流用。さらば真選組編からは新規に制作したものを使用。第316話ではEDとして使用された。
「カゲロウ」（第317話 - 第328話）
作詞・作曲 - Ryoko / 編曲 - 渡辺拓也 / 歌 - ЯeaL
第328話ではEDとして使用された。
「VS」（第329話 - 第341話）
作詞・作曲・編曲 - 田邊駿一 / 歌 - BLUE ENCOUNT
「勝手にMY SOUL」（第342話 - 第353話）
作詞・作曲・編曲 - 新井弘毅 / 歌 - DISH//
第353話ではEDとして使用された。
「I Wanna Be…」（第354話 - 第367話、THE SEMI-FINAL）
作詞 - MOMIKEN / 作曲・編曲 - UZ / 歌 - SPYAIR

### エンディングテーマ
「風船ガム」（第1話 - 第13話）
作詞 - 松本隆 / 作曲 - 永友聖也 / 編曲 - 大平太一、キャプテンストライダム / 歌 - キャプテンストライダム
実際に放送で使用されたのは、アニメ用にアレンジされた音源。
「MR.RAINDROP」（第14話 - 第24話）
作詞 - CHRIS EDWARDS、TERRENCE MA / 作曲 - CHRIS EDWARDS、TERRENCE MA / 編曲・歌 - amplified
英語の歌詞であり、平仮名でルビ表示されている。
「雪のツバサ」（第25話 - 第37話）
作詞 - 井上秋緒 / 作曲 - 村屋光二 / 編曲 - redballoon、本間昭光 / 歌 - redballoon
「キャンディ・ライン」（第38話 - 第49話）
作詞 - 高橋瞳 / 作曲・編曲 - TAKUYA / 歌 - 高橋瞳
第49話ではOPとして使用された。
「修羅」（第50話 - 第62話）
作詞・作曲 - 氏原ワタル / 編曲・歌 - DOES
第62話ではOPとして使用された。
「奇跡」（第63話 - 第75話）
作詞・作曲 - 西村晋弥 / 編曲 - シュノーケル、tasuku / 歌 - シュノーケル
「SIGNAL」（第76話 - 第87話）
作詞 - 児嶋亮介 / 作曲・編曲・歌 - KELUN
「Speed of flow」（第88話 - 第99話）
作詞・作曲 - 鍛治毅 / 編曲・歌 - THE RODEO CARBURETTOR
第97話・第99話ではOPとして使用された。
「sanagi」（第100話 - 第112話）
作詞 - 43K、EIG / 作曲 - KAZU-O、SHIMADA、HAYATO / 編曲 - POSSIBILITY、NAOKI-T / 歌 - POSSIBILITY
「This world is yours」（第113話 - 第125話）
作詞 - 酒井俊輔 / 作曲・編曲・歌 - プリングミン
「I、愛、会い」（第126話 - 第138話）
作詞・作曲 - 大平伸正 / 編曲 - 阿部義晴、ghostnote / 歌 - ghostnote
「輝いた」（第139話 - 第150話）
作詞 - シギ / 作曲 - シギ、上田健司 / 編曲 - 上田健司 / 歌 - シギ
第150話ではOPとして使用された。
「朝ANSWER」（第151話 - 第163話）
作詞・歌 - PENGIN / 作曲 - PENGIN、小高光太郎 / 編曲 - PENGIN、Koma2 Kaz
「ウォーアイニー」（第164話 - 第176話）
作詞 - 高橋瞳 / 作曲・編曲 - BEAT CRUSADERS / 歌 - 高橋瞳×BEAT CRUSADERS
「ワンダフルデイズ」（第177話 - 第189話）
作詞・作曲 - LANCE / 編曲 - CHOKKAKU / 歌 - ONE☆DRAFT
第184話ではOPとして使用された。
「サヨナラの空」（第190話 - 第201話）
作詞・作曲・編曲・歌 - Qwai
「サムライハート (Some Like It Hot!!)」（第202話 - 第214話）
作詞 - MOMIKEN / 作曲・編曲 - UZ / 歌 - SPYAIR
「バランスドール」（第215話 - 第227話）
作詞 - 鈴木雄太 / 作曲・編曲・歌 - Prague
「アナグラ」（第228話 - 第240話）
作詞 - 渡辺大和 / 作曲 - 澤竜次 / 編曲・歌 - 黒猫チェルシー
第236話ではOPとして使用された。
「仲間」（第241話 - 第251話）
作詞・歌 - Good Coming  / 作曲・編曲 - Good Coming、DJ ARTS a.k.a ALL Back
第252話ではアコースティック・バージョン「仲間〜アコースティックバージョン〜」が挿入歌として使用された。
「ムーンウォーク」（第253話 - 第256話）
作詞・作曲 - 桃野陽介、出口博之 / 編曲・歌 - MONOBRIGHT
第256話ではAパート終盤に流れた。
「エクスペクト」（第257話 - 第265話）
作詞・作曲・歌 - PAGE / 編曲 - Shinsaku Takane
第261話ではOPとして使用された。
「DESTINY」（第266話 - 第277話）
作詞 - 蒼山幸子 / 作曲 - 沙田瑞紀、蒼山幸子 / 編曲・歌 - ねごと
「最後までII」（第278話 - 第291話）
作詞・作曲 - 太志 / 編曲 - Aqua Timez、akkin / 歌 - Aqua Timez
第281話ではOPとして使用された。
「グロリアスデイズ」（第292話 - 第303話、愛染香編）
作詞 - Glielmo Ko-ichi / 作曲 - u-ya / 編曲・歌 - THREE LIGHTS DOWN KINGS
「あっちむいて」（第304話 - 第316話）
作詞・作曲 - Takumi / 編曲 - Swimy、keiich wakui / 歌 - Swimy
第316話ではOPとして使用された。
「SILVER」（第317話 - 第328話）
作詞 - JESSE / 作曲 - KenKen / 編曲・歌 - RIZE
第328話ではOPとして使用された。
「反抗声明」（第329話 - 第341話）
作詞 - TENGUBOY / 作曲・編曲 - APPAZI、U.M.E.D.Y. / 歌 - あゆみくりかまき
「花一匁」（第342話 - 第353話）
作詞・作曲 - 熊谷和海 / 編曲 - いしわたり淳治、BURNOUT SYNDROMES / 歌 - BURNOUT SYNDROMES
第353話ではOPとして使用された。
「ヒカリ証明論」（第354話 - 第367話）
作詞・作曲・編曲 - HoneyWorks / 歌 - CHiCO with HoneyWorks
第367話ではAパート終盤の挿入歌として使用された。
「轍〜Wadachi〜」（THE SEMI-FINAL）
作詞 - MOMIKEN / 作曲 - KENTA / 編曲・歌 - SPYAIR

### 挿入歌

#### オリジナル
「カトケン・サ・ン・バ!」（第2話・第37話・第217話）
作詞 - 大和屋暁 / 作曲・編曲 - Audio Highs / 歌 - カトケン（田中一成）
「かぶき町哀歌」（第46話）
作詞 - 空知英秋 / 作曲・編曲・歌 - 灰津尾出男
「万事屋ブルース」（第59話・第60話・第75話・第123話・第318話）
作詞 - 大和屋暁 / 作曲・編曲・歌 - 灰津尾出男
「どんだけー! ギンタマン」（第100話）
作曲・編曲 - Audio Highs / 歌 - Ko-saku
「笑ってよきかな? のテーマ」（第157話 - 第160話・163話）
歌 - 多毛さん（坂口候一）とよきかな中年隊（マコ（箭内仁）・マンション（近藤浩徳）・ケン（喜山茂雄））
「ダンボールの神様」（第203話・第209話・第241話）
作詞 - 大和屋暁 / 作曲・編曲 - Audio Highs / 歌 - MADAO（立木文彦）
第209話でフルサイズで歌われた。
「ゆけ!カイエーン」（第235話・第236話）
作詞 - 大和屋暁 / 作曲・編曲 - Audio Highs / 歌 - singman
「仲間〜アコースティックバージョン〜」（第252話）
作詞・作曲・歌 - Good Coming / 編曲 - Good Coming、DJ ARTS a.k.a ALL Back
「流れ作業でテイクオフ」（第297話）
作詞 - 藤田陽一 / 作曲・編曲 - Audio Highs / 歌 - かぶき町合唱団

##### 寺門通の歌
「お前の父ちゃん××（チョメチョメ）」（第6話・第30話・第159話）
作詞 - 大和屋暁 / 作曲・編曲 - Audio Highs / 歌 - 寺門通（高橋美佳子）
「お前の母ちゃん××（何人）だ!」（第30話・第75話・第126話・第157話・第161話）
作詞 - 大和屋暁 / 作曲・編曲 - Audio Highs / 歌 - 寺門通（高橋美佳子）
「お前の兄ちゃんひきこもり」（第30話・第92話・第158話・第160話）
作詞 - 大和屋暁 / 作曲・編曲 - Audio Highs / 歌 - 寺門通（高橋美佳子）
「チョメ公なんざクソくらえ」（第55話・第56話・第75話・第124話・第157 - 第162話）
作詞 - 大和屋暁 / 作曲・編曲 - Audio Highs / 歌 - 寺門通（高橋美佳子）
「お前の×（ピー）ちゃん飲んだくれ」（第124話）
作詞 - 大和屋暁 / 作曲・編曲 - Audio Highs / 歌 - 寺門通（高橋美佳子）
「ダイナマイト再開〜昼下がりの専業主婦〜」（第124話・寺門通OFC編、）
作詞 - 大和屋暁 / 作曲・編曲 - Audio Highs / 歌 - 寺門通（高橋美佳子）、鬼子母神春菜（須藤絵里花）
「放送コードがなんぼのもんじゃい」（第124話・第160話・第161話・第176話・第230話）
作詞 - 大和屋暁 / 作曲・編曲 - Audio Highs / 歌 - 寺門通（高橋美佳子）
「お前のバーちゃんお前のバッシュー履いてた」（第157話 - 第159話・第163話）
作詞 - 大和屋暁 / 作曲・編曲 - Audio Highs / 歌 - 寺門通（高橋美佳子）
「まんたま」（第256話）
作詞 - 大和屋暁 / 作曲・編曲 - Audio Highs / 歌 - 寺門通 with 放課後ハッピーアワー
「アイドルの勲章」（第339話）
作詞 - 不明 / 作曲・編曲 - Audio Highs / 歌 - 寺門通

#### その他
「CAT'S EYE」（第84話・第214話）
作詞 - 三浦徳子 / 作曲 - 小田裕一郎 / 編曲 - 大谷和夫 / 歌 - 杏里
DVD版では別のBGMに差し替えられている。
「戦え! 仮面ライダーV3」（第112話）
作詞 - 石森章太郎 / 作曲・編曲 - 菊池俊輔
DVD版ではインストバージョンに差し替えられている。
「太陽のKomachi Angel」（第115話）
作詞 - 稲葉浩志 / 作曲・編曲 - 松本孝弘 / 編曲 - 明石昌夫 / 歌 - 志村妙（雪野五月）、桂小太郎 （石田彰）
「千の風になって」（第133話・第134話ED1）
日本語作詞・作曲 - 新井満 / 歌 - 坂田銀時（杉田智和）
「Get Wild」（第138話）
作詞 - 小室みつ子 / 作曲・編曲 - 小室哲哉 / 歌 - TM NETWORK
DVD版では別のBGMに差し替えられている。
「君をのせて」（第161話・第218話・第286話）
作詞 - 宮崎駿 / 作曲・編曲 - 久石譲 / 歌 - 井上杏美
DVD版では別のアーティストによるカバー・バージョンに差し替えられている。
「Monkey Magic」（第161話・第191話）
作詞 - 奈良橋陽子 / 作曲 - タケカワユキヒデ / 歌 - ゴダイゴ
DVD版では別のアーティストによるカバー・バージョンに差し替えられている。
「ガンダーラ」（第161話）
作詞 - 山上路夫 / 作曲 - タケカワユキヒデ / 歌 - ゴダイゴ
DVD版では別のアーティストによるカバー・バージョンに差し替えられている。
「ポリリズム」（第183話・第184話）
作詞・作曲・編曲 - 中田ヤスタカ / 歌 - Perfume
DVD版では別のBGMに差し替えられている。
「神田川」（第219話・第220話）
作詞 - 喜多条忠 / 作曲 - 南こうせつ / 編曲 - 木田高介 / 歌 - 神楽（釘宮理恵）、南こうせつとかぐや姫
第220話は、神楽が歌っている途中で原曲とクロス・フェードする形で使用され、1番までが流れた。
「BAD COMMUNICATION」（第221話・222話）
作詞 - 稲葉浩志 / 作曲・編曲 - 松本孝弘 / 編曲 - 明石昌夫 / 歌 - B'z
実際に放送で使用されたのは、『B'z The Best "ULTRA Pleasure"』（2008年）に収録の「BAD COMMUNICATION -ULTRA Pleasure Style-」。第222話ではアイザック・シュナイダー（樋口智透）、バルムンク・フェザリオン（川原慶久）による歌唱。
B'zによる原曲は、DVD版では別のBGMに差し替えられている。
「カッコ悪い I love you!」（第227話）
作詞 - 秋元康 / 作曲 - 黒須克彦 / 編曲 - 五十嵐“IGAO”淳一 / 歌 - フレンチ・キス
DVD版では別のBGMに差し替えられている。
「翔べ! ガンダム」（第234話）
作詞 - 井荻麟 / 作曲 - 渡辺岳夫 / 編曲 - 松山祐士 / 歌 - 池田鴻
「アニメじゃない〜夢を忘れた古い地球人よ〜」（第249話）
作詞 - 秋元康 / 作曲 - 芹澤廣明 / 編曲 - 鷺巣詩郎 / 歌 - 新井正人
DVD版では別のBGMに差し替えられている。
「ultra soul」（第254話・第274話）
作詞・編曲 - 稲葉浩志 / 作曲・編曲 - 松本孝弘  / 編曲 - 徳永暁人 / 歌 - 志村妙（雪野五月）、坂田金時（中村悠一）
第274話ではカラオケ音源が使用された。
「Can Do」（第271話・第272話）
作詞 - 谷山紀章 / 作曲・編曲 - 飯塚昌明 / 歌 - GRANRODEO
DVD版では別のBGMに差し替えられている。
「ドラえもんのうた」（第272話）
作詞 - 楠部工 / 補作詞 - ばばすすむ / 作曲 - 菊池俊輔 / 歌 - 坂田銀時（杉田智和）
「ペガサス幻想」（第282話）
作詞 - 竜真知子 / 作曲 - 松澤浩明、山田信夫 / 編曲・歌 - MAKE-UP
DVD版のみ別のBGMに差し替えられている。
「永遠ブルー」（第282話）
作詞 - 竜真知子 / 作曲 - 松澤浩明、山田信夫、河野陽吾 / 編曲・歌 - MAKE-UP
DVD版のみ別のBGMに差し替えられている。
「サンサーラ」（第336話）
作詞 ‐ 山口卓馬 /  作曲 - 山口卓馬、酒井陽一 / 編曲 - 酒井陽一 / 歌 - 中孝介
「男の勲章」（第337話）
作詞・作曲・編曲 - Johnny / 歌 - 嶋大輔

## 各話リスト

### 銀魂（第1期）
TXNでは第1話・第2話および第11話・第12話は1時間スペシャルとして放送された。

#### シーズン其ノ壱
| 話数 | サブタイトル                                                                         | 放送日         | 脚本       | 絵コンテ          | 演出             | 作画監督              |
| ---- | ------------------------------------------------------------------------------------ | -------------- | ---------- | ----------------- | ---------------- | --------------------- |
| 1    | てめーらァァァ!! それでも銀魂ついてんのかァァァ!（前編）                             | 2006年 4月4日  | 大和屋暁   | 高松信司 菱川直樹 | 菱川直樹         | 宮脇千鶴 佐藤陽子     |
| 2    | てめーらァァァ!! それでも銀魂ついてんのかァァァ!（後編）                             | 2006年 4月4日  | 大和屋暁   | 高松信司 菱川直樹 | 菱川直樹         | 宮脇千鶴 佐藤陽子     |
| 3    | 天然パーマに悪い奴はいない                                                           | 4月11日        | 大和屋暁   | 高木茂樹 高松信司 | 高木茂樹         | 高橋晃                |
| 4    | ジャンプは時々土曜に出るから気を付けろ                                               | 4月25日        | 大和屋暁   | 麦野アイス        | みなみやすひろ   | 佐々木洋平            |
| 5    | ジジィになってもあだ名で呼び合える友達を作れ                                         | 5月2日         | 大和屋暁   | 藤田陽一          | 藤田陽一         | 高橋晃                |
| 6    | 一度した約束は死んでも守れ                                                           | 5月9日         | 大和屋暁   | 菱川直樹          | 菱川直樹         | 乙幡忠志              |
| 7    | ペットは飼い主が責任を持って最後まで面倒を見ましょう                                 | 5月16日        | 下山健人   | 麦野アイス        | 三宅和男         | 佐々木洋平            |
| 8    | 粘り強さとしつこさは紙一重                                                           | 5月23日        | 隅沢克之   | みなみやすひろ    | みなみやすひろ   | 佐藤陽子 宮脇千鶴     |
| 9    | 喧嘩はグーでやるべし                                                                 | 5月30日        | 大和屋暁   | 藤田陽一          | 藤田陽一         | 高橋晃                |
| 10   | 疲れた時は酸っぱい物を                                                               | 6月6日         | 下山健人   | 小林徹            | 畑博之           | 乙幡忠志              |
| 11   | べちゃべちゃした団子なんてなぁ団子じゃねぇバカヤロー                                 | 6月13日        | 横手美智子 | 菱川直樹          | 菱川直樹         | 佐々木洋平 今岡大     |
| 12   | 第一印象がいい奴にロクな奴はいない                                                   | 6月13日        | 横手美智子 | 高木茂樹          | 高木茂樹         | 高橋晃                |
| 13   | コスプレするなら心まで飾れ                                                           | 6月20日        | 大和屋暁   | 西森章            | 三宅和男         | 番由紀子              |
| 14   | 男にはカエルに触れて一人前みたいな訳のわからないルールがある                         | 7月4日         | 大和屋暁   | 麦野アイス        | みなみやすひろ   | 佐々木洋平            |
| 14   | 脇だけ洗っときゃいいんだよ 脇だけ                                                    | 7月4日         | 大和屋暁   | 麦野アイス        | みなみやすひろ   | 佐藤陽子              |
| 15   | 飼い主とペットは似る                                                                 | 7月11日        | 大和屋暁   | 小倉宏文          | 小倉宏文         | 高橋晃                |
| 16   | 考えたら人生ってオッさんになってからの方が長いじゃねーか! 恐っ!!                     | 7月18日        | 下山健人   | 藤田陽一          | 藤田陽一         | 乙幡忠志              |
| 17   | 親子ってのは嫌なとこばかり似るもんだ                                                 | 7月25日        | 大和屋暁   | 青柳弐階          | 三宅和男         | 佐々木洋平 今岡大     |
| 18   | ああ やっぱり我が家が一番だわ                                                        | 8月1日         | 横手美智子 | 菱川直樹          | 菱川直樹         | 大木賢一              |
| 19   | 海の水がなぜしょっぱいかだと? オメーら都会人が泳ぎながら用足してくからだろーがァァ!! | 8月8日         | 大和屋暁   | みなみやすひろ    | みなみやすひろ   | 佐藤陽子              |
| 20   | ベルトコンベアには気を付けろ                                                         | 8月15日        | 大和屋暁   | 三宅和男          | 三宅和男         | 高橋晃                |
| 21   | 男ならとりあえずカジキ!                                                              | 8月22日        | 大和屋暁   | 小倉宏文          | 小倉宏文         | 今岡大                |
| 21   | 扇風機つけっぱなしで寝ちゃうとお腹こわしちゃうから気を付けて                         | 8月22日        | 大和屋暁   | 小倉宏文          | 小倉宏文         | 佐々木洋平            |
| 22   | 結婚とは勘違いを一生涯し続けることだ                                                 | 9月5日         | 下山健人   | 藤田陽一          | 藤田陽一         | 乙幡忠志              |
| 23   | 困った時は笑っとけ笑っとけ                                                           | 9月12日        | 横手美智子 | 畑博之            | ながはまのりひこ | 渡辺るりこ            |
| 24   | カワイイ顔には必ず何かが隠れてる                                                     | 9月19日        | 下山健人   | 菱川直樹          | 菱川直樹         | 大木賢一 乙幡忠志     |
| 25   | 鍋は人生の縮図である                                                                 | 10月5日        | 横手美智子 | 麦野アイス        | 三宅和男         | 佐藤陽子 宮脇千鶴     |
| 26   | 恥ずかしがらずに手を挙げて言え                                                       | 10月12日       | 横手美智子 | みなみやすひろ    | みなみやすひろ   | 高橋晃                |
| 27   | 刀じゃ斬れないものがある                                                             | 10月19日       | 下山健人   | 青柳弐階          | 山崎茂           | 谷口守泰              |
| 28   | いい事は連続して起こらないくせに悪い事は連続して起こるもんだ                         | 10月26日       | 横手美智子 | 藤田陽一          | 藤田陽一         | 佐々木洋平 今岡大     |
| 29   | 慌てるな! クーリングオフというものがある                                             | 11月2日        | 下山健人   | 小倉宏文          | 小倉宏文         | 乙幡忠志              |
| 29   | テレビとか新聞とかちゃんと見ないとダメだって                                         | 11月2日        | 下山健人   | 小倉宏文          | 小倉宏文         | 乙幡忠志              |
| 30   | アイドルだってほぼお前らと同じことやってんだよ                                       | 11月9日        | 大和屋暁   | 菱川直樹          | 菱川直樹         | 高橋晃                |
| 31   | どうでもいい事に限ってなかなか忘れない                                               | 11月16日       | 大和屋暁   | 畑博之            | 畑博之           | 今岡大                |
| 32   | 人生はベルトコンベアのように流れる                                                   | 11月23日       | 大和屋暁   | 三宅和男          | 三宅和男         | 佐々木洋平            |
| 33   | 人の名前とか間違えるの失礼だ                                                         | 11月30日       | 下山健人   | みなみやすひろ    | みなみやすひろ   | 佐藤陽子              |
| 34   | 恋にマニュアルなんていらない                                                         | 12月7日        | 横手美智子 | 藤田陽一          | 藤田陽一         | 宮脇千鶴              |
| 35   | 恋にマニュアルなんていらない（延長戦）                                               | 12月14日       | 横手美智子 | 藤田陽一          | 藤田陽一         | 乙幡忠志              |
| 35   | 外見だけで人を判断しちゃダメ                                                         | 12月14日       | 横手美智子 | 青柳弐階          | 三宅和男         | 乙幡忠志              |
| 36   | すねに傷がある奴ほどよくしゃべる                                                     | 12月21日       | 大和屋暁   | 菱川直樹          | 菱川直樹         | 大木賢一              |
| 37   | サンタなんていねーんだよって言い張る奴こそ ホントはいるって信じたいんだよ            | 12月28日       | 大和屋暁   | 小倉宏文          | 小倉宏文         | 青木あさ子            |
| 37   | 煩悩が鐘で消えるかァァ 己で制御しろ己で                                              | 12月28日       | 大和屋暁   | 小倉宏文          | 小倉宏文         | 佐々木洋平            |
| 38   | 雪ではしゃぐのは子供だけ                                                             | 2007年 1月11日 | 下山健人   | 麦野アイス        | みなみやすひろ   | 今岡大                |
| 38   | 冬に食べるアイスもなかなかオツなモンだ                                               | 2007年 1月11日 | 下山健人   | 麦野アイス        | みなみやすひろ   | 今岡大                |
| 39   | メニューが多いラーメン屋はたいてい流行っていない                                     | 1月18日        | 大和屋暁   | 三宅和男          | 三宅和男         | 青木あさ子 佐々木洋平 |
| 40   | 子作りは計画的に                                                                     | 1月25日        | 大和屋暁   | 畑博之            | 畑博之           | 杉野昭夫              |
| 41   | タイトルだけじゃ映画の面白さはわかんない                                             | 2月1日         | 大和屋暁   | 藤田陽一          | 藤田陽一         | 佐藤陽子              |
| 42   | みみずにおしっこかけると腫れるよ                                                     | 2月8日         | 大和屋暁   | 菱川直樹          | 菱川直樹         | 佐々木洋平            |
| 43   | キャラクターはシルエットだけで読者に見分けがつくように描き分けよう                   | 2月15日        | 大和屋暁   | みなみやすひろ    | みなみやすひろ   | 今岡大 青木あさ子     |
| 44   | お母さんだって忙しいんだから夕飯のメニューに文句つけるの止めなさい                   | 2月22日        | 下山健人   | 小倉宏文          | 小倉宏文         | 乙幡忠志              |
| 45   | 愛犬の散歩は適度なスピードで                                                         | 3月1日         | 下山健人   | 三宅和男          | 三宅和男         | 竹内進二              |
| 46   | ××遊びは20歳になってから                                                             | 3月8日         | 横手美智子 | 麦野アイス        | 吉村文宏         | 杉野昭夫              |
| 47   | さくらんぼってアレ桜の木になるの?                                                    | 3月15日        | 横手美智子 | 藤田陽一          | 藤田陽一         | 佐々木洋平            |
| 48   | 似てる二人は喧嘩する                                                                 | 3月22日        | 大和屋暁   | みなみやすひろ    | みなみやすひろ   | 佐藤陽子              |
| 48   | 何であれやるからには負けちゃダメ                                                     | 3月22日        | 大和屋暁   | みなみやすひろ    | みなみやすひろ   | 佐藤陽子              |
| 49   | ギャンブルのない人生なんてわさび抜きの寿司みてぇなもんだ                             | 3月29日        | 大和屋暁   | 小倉宏文          | 小倉宏文         | 今岡大 青木あさ子     |

#### シーズン其ノ弐
| 話数 | サブタイトル | 放送日         | 脚本                             | 絵コンテ                         | 演出                             | 作画監督                         |
| ---- | --- | -------------- | -------------------------------- | -------------------------------- | -------------------------------- | -------------------------------- |
| 50   | 節目節目に気合を入れ直せ | 2007年 4月5日  | 大和屋暁 横手美智子 下山健人     | 菱川直樹                         | 菱川直樹                         | 大木賢一                         |
| 51   | ミルクは人肌の温度で | 4月12日        | 下山健人                         | 吉村文宏                         | 吉村文宏                         | 片山みゆき                       |
| 52   | 人に会うときはまずアポを | 4月19日        | 下山健人                         | 三宅和男                         | 三宅和男                         | 佐々木洋平                       |
| 53   | ストレスはハゲる原因になるがストレスをためないように気を配ると そこでまたストレスがたまるので結局僕らにできることなんて何もない | 4月26日        | 大和屋暁                         | 吉村愛                           | 吉村愛                           | 乙幡忠志                         |
| 54   | どこの母ちゃんもだいたい同じ | 5月3日         | 横手美智子                       | 藤田陽一                         | 藤田陽一                         | 佐藤陽子                         |
| 55   | もの食べるときクチャクチャ音をたてない | 5月10日        | 横手美智子                       | みなみやすひろ                   | みなみやすひろ                   | 鶴田仁美                         |
| 56   | 一日局長に気をつけろッテンマイヤーさん | 5月17日        | 大和屋暁                         | 小倉宏文                         | 小倉宏文                         | 今岡大 青木あさ子                |
| 57   | 無くした物を探すときはその日の行動をさかのぼれ | 5月24日        | 大和屋暁                         | 麦野アイス                       | 大脊戸聡                         | 畑智司                           |
| 58   | 売店ではやっぱコロッケパンが一番人気 | 5月31日        | 大和屋暁                         | 三宅和男                         | 三宅和男                         | 佐々木洋平                       |
| 59   | 傘の置き忘れに注意 | 6月7日         | 大和屋暁                         | 畑博之                           | 畑博之                           | Kim jun o                        |
| 60   | 陽はまた昇る | 6月14日        | 大和屋暁                         | 菱川直樹                         | 菱川直樹                         | 乙幡忠志 佐々木洋平              |
| 61   | 闇夜の虫は光に集う | 6月21日        | 大和屋暁                         | みなみやすひろ                   | みなみやすひろ                   | 佐藤陽子                         |
| 62   | ミイラ捕りがミイラに | 6月28日        | 大和屋暁                         | 藤田陽一                         | 藤田陽一                         | 鶴田仁美                         |
| 63   | ジャンプの次号予告は当てにならない | 7月5日         | 下山健人                         | 山田弘和                         | 山田弘和                         | 畑智司 伊東克修                  |
| 64   | んまい棒は意外とお腹いっぱいになる | 7月12日        | 横手美智子                       | 三宅和男                         | 三宅和男                         | 今岡大                           |
| 65   | 少年はカブト虫を通し生命の尊さを知る | 7月19日        | 横手美智子                       | 小倉宏文                         | 小倉宏文                         | 佐々木洋平                       |
| 66   | 華より団子 | 7月26日        | 横手美智子                       | 菱川直樹                         | 菱川直樹                         | 乙幡忠志                         |
| 67   | 走り続けてこそ人生 | 8月2日         | 大和屋暁                         | 藤田陽一                         | 藤田陽一                         | 鶴田仁美                         |
| 67   | 理想の彼女はやっぱり南ちゃん | 8月2日         | 大和屋暁                         | 藤田陽一                         | 藤田陽一                         | 鶴田仁美                         |
| 68   | 渡る世間はオバケばかり | 8月9日         | 下山健人                         | 麦野アイス ホット                | みなみやすひろ                   | 青木あさ子                       |
| 69   | ゴミの分別回収にご協力下さい | 8月16日        | 大和屋暁                         | 大脊戸聡                         | 大脊戸聡                         | 澤田貴秋 畑智司 伊東克修         |
| 70   | 可愛いモノも多すぎると気持ち悪い | 8月23日        | 大和屋暁                         | 吉村愛                           | 吉村愛                           | 佐々木洋平                       |
| 71   | 消せないデータもある | 8月30日        | 大和屋暁                         | 三宅和男                         | 三宅和男                         | 佐藤陽子                         |
| 72   | 犬の肉球はこうばしい匂いがする | 9月6日         | 大和屋暁                         | 小倉宏文                         | 小倉宏文                         | 乙幡忠志                         |
| 72   | かもしれない運転でいけ | 9月6日         | 大和屋暁                         | 小倉宏文                         | 小倉宏文                         | 乙幡忠志                         |
| 73   | そんなに松茸って美味しいものなのか一度よく考えてみよう | 9月13日        | 下山健人                         | ホット                           | みなみやすひろ                   | 今岡大 青木あさ子                |
| 74   | 漫画家は原稿のストックが出来てこそ一人前 | 9月20日        | 大和屋暁                         | 藤田陽一                         | 藤田陽一                         | 鶴田仁美                         |
| 75   | 仕事のグチは家でこぼさず外でこぼせ!って言うからちょっとこぼ させてもらうけどね「侍の国」僕らの国がそう呼ばれていたのは今 は昔の話...とか言って始まったこのアニメもはや一年半、あんな事 こんな事いろんな事があったよね、で、そろそろ色々振り返って もいいかなーと思ったのに「チェッ なんだよ総集編かよ、手抜き じゃね?」とか、アニメだって作るの大変なんだから文句言うの やめなさい! | 9月27日        | 構成・演出：未定（いまださだむ） | 構成・演出：未定（いまださだむ） | 構成・演出：未定（いまださだむ） | 構成・演出：未定（いまださだむ） |
| 76   | そういう時は黙って赤飯 | 10月4日        | 大和屋暁                         | 菱川直樹                         | 菱川直樹                         | 佐々木洋平                       |
| 77   | 昨日の敵は今日もなんやかんやで敵 | 10月11日       | 下山健人                         | 山田弘和                         | 山田弘和                         | 澤田貴秋 伊東克修                |
| 78   | 食べ物の好き嫌い多い人は人間の好き嫌いも多い | 10月18日       | 下山健人                         | 三宅和男                         | 三宅和男                         | 今岡大                           |
| 79   | 四人揃えばいろんな知恵 | 10月25日       | 横手美智子                       | 吉村愛                           | 吉村愛                           | 佐藤綾子                         |
| 80   | 普段眼鏡をかけてる奴が眼鏡を外すと なんかもの足りないパーツが一個足りない気がする | 11月8日        | 横手美智子                       | 西澤晋                           | 宮原秀二                         | 尾形健一郎                       |
| 81   | 女の一番の化粧は笑顔 | 11月15日       | 大和屋暁                         | 藤田陽一                         | 藤田陽一                         | 鶴田仁美                         |
| 82   | ラーメンのために並ぶんじゃない 自己満足のために並ぶんだ | 11月22日       | -                                | みなみやすひろ                   | みなみやすひろ                   | 佐々木洋平                       |
| 82   | カワイイを連発する自分自身をカワイイと思ってんだろ お前ら | 11月22日       | -                                | みなみやすひろ                   | みなみやすひろ                   | 佐々木洋平                       |
| 83   | 運に身分は関係無い | 11月29日       | 下山健人                         | 菱川直樹                         | 菱川直樹                         | 乙幡忠志                         |
| 84   | 男は心に固ゆで卵 | 12月6日        | 大和屋暁                         | 宅野誠起                         | 宅野誠起                         | 青木あさ子                       |
| 85   | 固ゆで卵は潰れない | 12月13日       | 大和屋暁                         | 畑博之                           | みなみやすひろ                   | 竹内進二 金紀杜                  |
| 86   | 羊数えるの自体に夢中に なったりして結局眠れない事も多い | 12月20日       | 横手美智子                       | 吉村愛                           | 吉村愛                           | 今岡大                           |
| 87   | 私と仕事どっちが大事なのとかいう女にはジャーマンスープレックス | 12月27日       | 横手美智子                       | 小倉宏文                         | 小倉宏文                         | 佐藤陽子                         |
| 88   | 合コンは始まるまでが一番楽しい | 2008年 1月10日 | 下山健人                         | 藤田陽一                         | 藤田陽一                         | 乙幡忠志                         |
| 89   | 2度あることは3度ある | 1月17日        | 大和屋暁                         | みなみやすひろ                   | みなみやすひろ                   | 鶴田仁美                         |
| 90   | 美味いものほど当たると恐い | 1月24日        | 下山健人                         | 菱川直樹                         | 菱川直樹                         | 佐々木洋平                       |
| 90   | 銀さん透明人間になるの巻 | 1月24日        | -                                | -                                | -                                | -                                |
| 91   | やせたいなら動け 食べるな | 1月31日        | 横手美智子                       | 高柳哲司                         | 宮原秀二                         | 尾形健一郎                       |
| 92   | 人の短所を見るより長所を見つけられる人になれ | 2月7日         | 大和屋暁                         | 吉村愛                           | 吉村愛                           | 青木あさ子                       |
| 92   | すっぱだかアニメ銀魂 | 2月7日         | 高松信司 （構成）                | 高松信司                         | 宅野誠起                         | 青木あさ子                       |
| 93   | ヒーローだって悩んでる | 2月14日        | 下山健人                         | 藤田陽一                         | 藤田陽一                         | 今岡大                           |
| 94   | 銀さん線撮りになるの巻 | 2月21日        | -                                | 高松信司                         | 宅野誠起                         | 鶴田仁美                         |
| 94   | 電車に乗るときは必ず両手を吊り革に | 2月21日        | 大和屋暁                         | 吉村愛 みなみやすひろ            | 吉村愛 みなみやすひろ            | 鶴田仁美                         |
| 95   | 男達よマダオであれ | 2月28日        | 大和屋暁                         | みなみやすひろ                   | みなみやすひろ                   | 佐々木洋平                       |
| 96   | 男なら諦めるな | 3月6日         | 大和屋暁                         | 高柳哲司                         | 宮原秀二                         | 尾形健一郎                       |
| 97   | 昔の武勇伝は三割増で話せ 盛り上ればいいんだよ盛り上れば | 3月13日        | みち子                           | 菱川直樹                         | 菱川直樹                         | 尾崎正幸                         |
| 97   | 花屋とかケーキ屋の娘に男は弱い | 3月13日        | みち子                           | 菱川直樹                         | 菱川直樹                         | 佐藤陽子                         |
| 98   | ゲームは一日一時間 | 3月20日        | 大和屋暁                         | 吉村愛                           | 吉村愛                           | 海老原雅夫                       |
| 99   | 人生もゲームもバグだらけ | 3月27日        | 大和屋暁                         | みなみやすひろ                   | みなみやすひろ                   | 青木あさ子                       |

#### シーズン其ノ参
| 話数 | サブタイトル                                                                                  | 放送日        | 脚本                         | 絵コンテ               | 演出                   | 作画監督               |
| ---- | --------------------------------------------------------------------------------------------- | ------------- | ---------------------------- | ---------------------- | ---------------------- | ---------------------- |
| 100  | 好かれないものほど愛おしい                                                                    | 2008年 4月3日 | 横手美智子                   | 藤田陽一               | 藤田陽一               | 佐々木洋平             |
| 101  | 掟は破るためにこそある                                                                        | 4月10日       | 大和屋暁                     | 宅野誠起               | 宅野誠起               | 今岡大                 |
| 102  | オタクは話し好き                                                                              | 4月17日       | 大和屋暁                     | 高柳哲司               | 宮原秀二               | 尾形健一郎             |
| 103  | 長所と短所は紙一重                                                                            | 4月24日       | 大和屋暁                     | 西澤晋                 | 吉村愛                 | 鶴田仁美               |
| 104  | 大切なものは見えにくい                                                                        | 5月1日        | 大和屋暁                     | 西澤晋 みなみやすひろ  | みなみやすひろ         | 佐藤陽子               |
| 105  | 何事もノリとタイミング                                                                        | 5月8日        | 大和屋暁                     | 菱川直樹               | 菱川直樹               | 竹内進二 青木あさ子    |
| 106  | 恋愛ってたいていサドンデス方式                                                                | 5月15日       | 下山健人                     | 藤田陽一               | 吉村愛                 | 朝井聖子               |
| 107  | 親の心 子知らず                                                                               | 5月22日       | 大和屋暁                     | 宅野誠起               | 宅野誠起               | 今岡大 佐々木洋平      |
| 108  | 言わぬが花                                                                                    | 5月29日       | 大和屋暁                     | 西森章                 | 宮原秀二               | 尾形健一郎             |
| 109  | 人生は試験だ                                                                                  | 6月5日        | 下山健人                     | みなみやすひろ         | みなみやすひろ         | 尾崎正幸               |
| 110  | 人は皆 自分という檻を破る脱獄囚                                                               | 6月12日       | 大和屋暁                     | 藤田陽一               | 綿田慎也               | 佐々木洋平             |
| 111  | NH物は絶対彼女に見つかるな!                                                                   | 6月19日       | 下山健人                     | 藤田陽一               | 吉村愛                 | 鶴田仁美               |
| 111  | ほぼ100%の確率でビニール傘を置き忘れてくる自分が嫌い                                          | 6月19日       | 下山健人                     | 吉村愛                 | 吉村愛                 | 鶴田仁美               |
| 112  | 起きて働く果報者                                                                              | 6月26日       | 横手美智子                   | みなみやすひろ         | みなみやすひろ         | 佐藤陽子               |
| 113  | 便器を磨く事これ心を磨く事なり                                                                | 7月3日        | 大和屋暁                     | 菱川直樹               | 菱川直樹               | 青木あさ子             |
| 114  | プリンに醤油かけたらウニの味がするって言うけどプリンに醤油 かけてもプリンと醤油の味しかしない | 7月10日       | 横手美智子                   | 高柳哲司               | 馬引圭                 | 今岡大                 |
| 115  | 夏休みは始まる前が一番楽しい                                                                  | 7月17日       | 大和屋暁                     | 高柳哲司               | 宅野誠起               | 竹内進二 金紀杜        |
| 116  | 亀の甲より年の功                                                                              | 7月24日       | 大和屋暁                     | みなみやすひろ         | みなみやすひろ         | 尾崎正幸               |
| 117  | 美は夏の果実の如き物                                                                          | 7月31日       | 大和屋暁                     | 宮原秀二               | 宮原秀二               | 尾形健一郎             |
| 118  | 腰は曲がってもまっすぐに                                                                      | 8月7日        | 大和屋暁                     | 西森章                 | 綿田慎也               | 佐々木洋平             |
| 119  | タバコは一箱に一、二本馬糞みたいな匂いする奴が入っている                                      | 8月14日       | 横手美智子                   | 吉村愛                 | 吉村愛                 | 鶴田仁美               |
| 120  | 海外の日本料理店の味はだいたい学食レベル                                                      | 8月21日       | 下山健人                     | 青柳・F・弐階          | 馬引圭 ほか            | 今岡大                 |
| 120  | 一度取った皿は戻さない                                                                        | 8月21日       | 下山健人                     | 青柳弐階Ⓐ              | 馬引圭 ほか            | 今岡大                 |
| 121  | 素人はプラスとマイナスだけで十分だ                                                            | 8月28日       | 大和屋暁                     | みなみやすひろ         | みなみやすひろ         | 青木あさ子             |
| 122  | 想像力は中2で培われる                                                                         | 9月4日        | 大和屋暁                     | 宮原秀二               | 宮原秀二               | 佐藤綾子 尾形健一郎    |
| 123  | いつも心に一本のドライバー                                                                    | 9月11日       | 大和屋暁                     | 菱川直樹               | 菱川直樹               | 尾崎正幸               |
| 124  | おねだりも度が過ぎれば脅迫                                                                    | 9月18日       | 大和屋暁                     | 青・F・柳弐階          | 吉村愛                 | 佐々木洋平             |
| 125  | 最終章 突入!                                                                                  | 9月25日       | 構成・演出：矢立おわり       | 構成・演出：矢立おわり | 構成・演出：矢立おわり | 構成・演出：矢立おわり |
| 125  | 酔ってなくても酔ったふりして上司のヅラ取れ                                                    | 9月25日       | 構成・演出：矢立おわり       | 構成・演出：矢立おわり | 構成・演出：矢立おわり | 構成・演出：矢立おわり |
| 126  | 文字でしか伝わらないものがある                                                                | 10月2日       | 横手美智子                   | みなみやすひろ         | みなみやすひろ         | 今岡大                 |
| 127  | 会わないとわからないこともある                                                                | 10月9日       | 横手美智子                   | 綿田慎也               | 綿田慎也               | 山口光紀               |
| 128  | 会ってもわからないこともある                                                                  | 10月16日      | 横手美智子                   | 高柳哲司               | 馬引圭                 | 鶴田仁美               |
| 129  | 拾い食いに気をつけろ                                                                          | 10月23日      | 大和屋暁                     | 菱川直樹               | 菱川直樹               | 青木あさ子             |
| 130  | 猫好きと犬好きは相容れない                                                                    | 10月30日      | 大和屋暁                     | 吉村愛                 | 吉村愛                 | 尾崎正幸               |
| 131  | 旅行先ではだいたいケンカする                                                                  | 11月6日       | 大和屋暁                     | 宮原秀二               | 宮原秀二               | 佐藤綾子               |
| 132  | ブリーフの××筋は絶対不可避                                                                    | 11月13日      | 大和屋暁                     | みなみやすひろ         | みなみやすひろ         | 佐々木洋平             |
| 133  | 銀と閣下の穀潰し                                                                              | 11月20日      | 大和屋暁                     | 三宅和男               | 三宅和男               | 今岡大                 |
| 134  | 幽霊ネタやる時は慎重に                                                                        | 11月27日      | 大和屋暁                     | 綿田慎也               | 綿田慎也               | 山口光紀               |
| 135  | 地球の前に、もっと危ない「ギンタマン」の未来を考えろ                                          | 12月4日       | 横手美智子                   | 高柳哲司               | 馬引圭                 | 梶浦紳一郎             |
| 136  | 己の居場所は己で作るものなり                                                                  | 12月11日      | 大和屋暁                     | 藤田陽一               | 菱川直樹               | 青木あさ子             |
| 137  | 告白に自信のある男なんて99%いない                                                             | 12月18日      | 下山健人                     | 吉村愛                 | 吉村愛                 | 尾崎正幸               |
| 137  | サンタはいないって奴こそ本当は信じたいのね この天邪鬼さん                                     | 12月18日      | 下山健人                     | 高柳哲司               | 吉村愛                 | 尾崎正幸               |
| 138  | 時には昔の話をしようか                                                                        | 12月25日      | 横手美智子                   | みなみやすひろ         | みなみやすひろ         | 竹内進二               |
| 139  | 財布は尻ポケットに入れるな                                                                    | 2009年 1月8日 | 大和屋暁                     | 西森章                 | 宮原秀二               | 佐藤綾子               |
| 140  | 晴れの日に雨傘さす奴には御用心                                                                | 1月15日       | 大和屋暁                     | 三宅和男               | 三宅和男               | 今岡大                 |
| 141  | ケンカの横槍は危険                                                                            | 1月22日       | 大和屋暁                     | 菱川直樹               | 菱川直樹               | 山口光紀               |
| 142  | 人生は選択肢の連続                                                                            | 1月29日       | 大和屋暁                     | 綿田慎也               | 綿田慎也               | 鶴田仁美               |
| 143  | 四本足で立つのが獣 二本足と意地と見栄で立つのが男                                             | 2月5日        | 大和屋暁                     | 馬引圭                 | 馬引圭                 | 青木あさ子             |
| 144  | 寝物語は信用するな                                                                            | 2月12日       | 大和屋暁                     | 高柳哲司               | 森脇真琴               | 梶浦紳一郎 川島尚      |
| 145  | 絆の色は十人十色                                                                              | 2月19日       | 大和屋暁                     | みなみやすひろ         | 吉村愛                 | 佐々木洋平             |
| 146  | 昼間に飲む酒は一味違う                                                                        | 2月26日       | 大和屋暁                     | 三宅和男               | 三宅和男               | 竹内進二               |
| 147  | 全ての大人達は全ての子供達のインストラクター                                                  | 3月5日        | 下山健人                     | 宮原秀二               | 宮原秀二               | 佐藤綾子               |
| 148  | チャックはゆっくり引きあげろ                                                                  | 3月12日       | 大和屋暁                     | みなみやすひろ         | みなみやすひろ         | 今岡大                 |
| 149  | チューパットを二つに分ける時はあの持つトコある奴の方がなんか イイ あそこから飲むのもオツ      | 3月19日       | 大和屋暁                     | 馬引圭                 | 馬引圭                 | 山口光紀               |
| 150  | 長いものには巻かれろ!!                                                                        | 3月26日       | 大和屋暁 横手美智子 下山健人 | 藤田陽一               | 綿田慎也               | 鶴田仁美 佐藤陽子      |

#### シーズン其ノ四
| 話数 | サブタイトル | 放送日        | 脚本                   | 絵コンテ               | 演出                   | 作画監督               |
| ---- | --- | ------------- | ---------------------- | ---------------------- | ---------------------- | ---------------------- |
| 151  | 髪切りながら交わされる美容師との会話は世界で一番どうでもいい                                                                           | 2009年 4月2日 | 横手美智子             | 菱川直樹               | 菱川直樹               | 佐々木洋平             |
| 152  | 天は人の上に人をつくらず髷をつくりました                                                                                               | 4月9日        | 横手美智子             | 吉村愛                 | 吉村愛                 | 青木あさ子             |
| 153  | 寝る子は育つ | 4月16日       | 横手美智子             | 森脇真琴               | 森脇真琴               | 梶浦紳一郎 川島尚      |
| 154  | 誕生日会はいつものアイツが違う奴に見える                                                                                               | 4月23日       | 下山健人 横手美智子    | みなみやすひろ         | 馬引圭                 | 今岡大                 |
| 155  | 裏の裏の裏は裏 | 4月30日       | 大和屋暁               | 高柳哲司               | 宮原秀二               | 佐藤綾子               |
| 156  | 屋台に入るには微妙に勇気がいる | 5月7日        | 大和屋暁               | 三宅和男               | 三宅和男               | 鶴田仁美 佐藤陽子      |
| 157  | 男が揃えばどんな場所でも戦場になる | 5月14日       | 大和屋暁               | 菱川直樹               | 菱川直樹               | 山口光紀               |
| 158  | 友達がケガしたらすぐに病院へ | 5月21日       | 大和屋暁               | みなみやすひろ         | みなみやすひろ         | 佐々木洋平             |
| 159  | みかんは一個腐るといつの間にかダンボール中のみかんを腐らせる                                                                           | 5月28日       | 横手美智子             | 吉村愛                 | 吉村愛                 | 青木あさ子             |
| 160  | 外国人から見たらこっちも外国人 宇宙人から見たらこっちも宇宙人                                                                          | 6月4日        | 下山健人               | 綿田慎也               | 綿田慎也               | 鈴木ひろみ             |
| 161  | 何回見てもラピュタはいい | 6月11日       | 横手美智子             | 馬引圭                 | 馬引圭                 | 今岡大                 |
| 162  | 愛とは無償のものなり | 6月18日       | 大和屋暁               | 宮原秀二               | 宮原秀二               | 佐藤綾子               |
| 163  | 黒船は沈む時も派手 | 6月25日       | 大和屋暁               | 三宅和男               | 三宅和男               | 佐藤陽子 山口光紀      |
| 164  | 松茸のお吸い物ってアレ ホンモノよりうまいよね                                                                                          | 7月2日        | 横手美智子             | 高柳哲司               | 菱川直樹               | 佐々木洋平             |
| 164  | 人は死んだら生き返らない | 7月2日        | 横手美智子             | 高柳哲司               | 菱川直樹               | 佐々木洋平             |
| 165  | 柳の下にどじょうは沢山いる | 7月9日        | 下山健人               | みなみやすひろ         | みなみやすひろ         | 青木あさ子 外谷章      |
| 166  | 一つより二つ 一人より二人 | 7月16日       | 下山健人               | 森脇真琴               | 吉村愛                 | 鈴木卓也               |
| 167  | なめらかなポリゴンは人の心もなめらかにする                                                                                             | 7月23日       | 横手美智子             | 綿田慎也               | 綿田慎也               | 今岡大                 |
| 168  | 人の身体（からだ）は小宇宙 | 7月30日       | 下山健人               | 菱川直樹               | 菱川直樹               | 山口光紀 佐藤陽子      |
| 169  | 導かれしバカたち | 8月6日        | 大和屋暁               | 三宅和男               | 三宅和男               | 鈴木ひろみ             |
| 170  | そして伝説へ | 8月13日       | 大和屋暁               | 馬引圭                 | 馬引圭                 | 佐々木洋平             |
| 171  | 真似ばかりしていると訴えられる | 8月20日       | 大和屋暁               | 小倉宏文               | 宮原秀二               | 佐藤綾子               |
| 171  | なくなって初めてわかるいとおしさ | 8月20日       | 大和屋暁               | 小倉宏文               | 宮原秀二               | 佐藤綾子               |
| 172  | アメとムチは使いよう | 8月27日       | 下山健人               | みなみやすひろ         | みなみやすひろ         | 今岡大 外谷章          |
| 173  | 大事なのは見た目ではなく中身 | 9月3日        | 下山健人 横手美智子    | 吉村愛 向井九十九      | 吉村愛                 | 西澤真也               |
| 173  | 見た目より中身といっても限度がある | 9月3日        | 下山健人 横手美智子    | 吉村愛 向井九十九      | 吉村愛                 | 西澤真也               |
| 174  | 海に向かってバカヤローとか言う人ってまだいるのだろうか                                                                                 | 9月10日       | 大和屋暁               | 松尾衡                 | 松尾衡                 | 田頭真理恵             |
| 174  | 人は閉じ込められると自分の中の扉が開く                                                                                                 | 9月10日       | 大和屋暁               | 松尾衡                 | 松尾衡                 | 田頭真理恵             |
| 175  | 幾つになっても歯医者は嫌 | 9月17日       | 横手美智子             | 高柳哲司               | 菱川直樹               | 佐々木洋平 青木あさ子  |
| 176  | カウントダウン開始 | 9月24日       | 構成・演出：上石神井麟 | 構成・演出：上石神井麟 | 構成・演出：上石神井麟 | 構成・演出：上石神井麟 |
| 177  | 夜の蜘蛛は縁起が悪い | 10月1日       | 大和屋暁               | 三宅和男               | 三宅和男               | 今岡大 山口光紀        |
| 178  | 蜘蛛の糸は一度絡まるとなかなかとれない                                                                                                 | 10月8日       | 大和屋暁               | 綿田慎也               | 綿田慎也               | 鈴木ひろみ             |
| 179  | チャランポランな奴程怒ると恐い | 10月15日      | 大和屋暁               | 松尾衡                 | 松尾衡                 | 鈴木竜也               |
| 180  | 大切な荷ほど重く背負い難い | 10月22日      | 大和屋暁               | みなみやすひろ         | みなみやすひろ         | 佐藤陽子 佐々木洋平    |
| 181  | 酒と女はワンセットで気をつけろ | 10月29日      | 大和屋暁               | 宮原秀二               | 宮原秀二               | 佐藤綾子               |
| 182  | 人気投票なんて糞食らえ | 11月5日       | 横手美智子             | 馬引圭                 | 馬引圭                 | 今岡大 寺澤伸介        |
| 183  | 人気投票なんて燃えて灰になれ | 11月12日      | 下山健人               | 菱川直樹               | 菱川直樹               | 青木あさ子 外谷章      |
| 184  | 人気投票なんて… | 11月19日      | 大和屋暁               | 吉村愛                 | 吉村愛                 | 山口光紀               |
| 185  | 故郷とおっぱいは遠くにありて思うもの                                                                                                   | 11月26日      | 横手美智子             | 小倉宏文               | 綿田慎也               | 佐々木洋平             |
| 185  | 蜂に刺されたら小便かけろってアレは迷信です バイ菌が入るから 気をつけようね!!                                                           | 11月26日      | 下山健人               | 綿田慎也               | 綿田慎也               | 佐々木洋平             |
| 186  | 死亡フラグに気をつけろ | 12月3日       | 大和屋暁               | 松尾衡                 | 松尾衡                 | 鈴木竜也               |
| 187  | フラグを踏んだらサヨウナラ | 12月10日      | 大和屋暁               | 三宅和男               | 三宅和男               | 今岡大 鈴木ひろみ      |
| 188  | 観察日記は最後までやりきろう | 12月17日      | 大和屋暁               | 森脇真琴               | 宮原秀二               | 飯田宏義               |
| 189  | 今年できる事は今年中にやっちゃった方が区切りがいいんだけど つい来年から仕切り直しゃいーやって思って後回しにしてしまうの が年末のお約束 | 12月24日      | 下山健人               | みなみやすひろ         | みなみやすひろ         | 乙幡忠志               |
| 189  | ラジオ体操は少年少女の社交場 | 12月24日      | 下山健人               | みなみやすひろ         | みなみやすひろ         | 外谷章                 |
| 190  | 捜しものをする時はそいつの目線になって捜せ                                                                                             | 2010年 1月7日 | 大和屋暁               | 馬引圭                 | 馬引圭                 | 青木あさ子 寺澤伸介    |
| 191  | 自由とは無法ではなく己のルールで生きること                                                                                             | 1月14日       | 下山健人               | 高柳哲司               | 安藤正臣               | 西澤真也 愛敬由紀子    |
| 192  | かぶき町野良猫ブルース | 1月21日       | 下山健人               | 綿田慎也               | 綿田慎也               | 今岡大 佐藤陽子        |
| 193  | 料理は根性 | 1月28日       | 大和屋暁               | 森脇真琴               | みなみやすひろ         | 山口光紀               |
| 194  | リヴァイアサンってきいたらどうしてもサザエさんがちらつく俺のバカ!!                                                                     | 2月4日        | 横手美智子             | 松尾衡/その他          | 松尾衡/その他          | 鈴木卓也 佐々木洋平    |
| 195  | 雨ニモ負ケズ | 2月11日       | 大和屋暁               | 三宅和男               | 三宅和男               | 鈴木ひろみ             |
| 196  | 風ニモ負ケズ | 2月18日       | 大和屋暁               | 宮原秀二               | 宮原秀二               | 飯田宏義               |
| 197  | 嵐ニモ負ケズ | 2月25日       | 大和屋暁               | みなみやすひろ         | みなみやすひろ         | 青木あさ子 寺澤伸介    |
| 198  | イカナル時ニモ笑顔ヲ絶ヤサナイ | 3月4日        | 大和屋暁               | 馬引圭                 | 馬引圭                 | 今岡大                 |
| 199  | ソンナ強ク美シイモノニ私ハナリタイ | 3月11日       | 大和屋暁               | 菱川直樹               | 菱川直樹               | 外谷章 田中智子        |
| 200  | サンタクロースの赤は血の色 | 3月18日       | 下山健人               | 綿田慎也               | 綿田慎也               | 山口光紀               |
| 201  | 人類みなサンタ | 3月25日       | 横手美智子             | 高柳哲司 関野圭一      | みなみやすひろ         | 乙幡忠志 鈴木ひろみ    |

### 銀魂'（第2期）
| 話数   | サブタイトル | 放送日         | 脚本                         | 絵コンテ       | 演出           | 作画監督                       |
| ------ | --- | -------------- | ---------------------------- | -------------- | -------------- | ------------------------------ |
| 202    | 春休みあけは皆ちょっと大人に見える                                                                                                   | 2011年 4月4日  | 大和屋暁                     | 藤田陽一       | 宮脇千鶴       | 青木あさ子                     |
| 203    | 夏休みあけも皆けっこう大人に見える                                                                                                   | 4月11日        | 大和屋暁                     | 藤田陽一       | 綿田慎也       | 山口光紀                       |
| 204    | 年賀状は筆ペンでいけ | 4月18日        | 大和屋暁                     | みなみやすひろ | 吉村愛         | 竹内進二                       |
| 204    | カカオよりココロ | 4月18日        | 大和屋暁                     | 吉村愛         | 吉村愛         | 外谷章                         |
| 205    | 食事はバランスを考えろ | 4月25日        | 下山健人                     | 三宅和男       | 三宅和男       | 長田伸二                       |
| 205    | 人は皆運命と戦う戦士 | 4月25日        | 下山健人                     | 三宅和男       | 三宅和男       | 長田伸二                       |
| 206    | 看板屋の看板娘はもう面倒なんで二枚の板と呼べ                                                                                         | 5月2日         | 横手美智子                   | 馬引圭         | 馬引圭         | 寺澤伸介 石川真理子            |
| 207    | メガネは魂（こころ）の一部です | 5月9日         | 横手美智子                   | 小倉宏文       | 宮原秀二       | 工藤隆光                       |
| 208    | メガネじゃ見えないものがある | 5月16日        | 横手美智子                   | みなみやすひろ | みなみやすひろ | 今岡大                         |
| 209    | いつまでもあると思うな親と金と若さと部屋とYシャツと私と あなたとアニメ銀魂                                                           | 5月23日        | 構成：下賀青柳               | 構成：下賀青柳 | 構成：下賀青柳 | 竹内進二                       |
| 210    | 無法な街に集うはキャッホーな奴ばかり                                                                                                 | 5月30日        | 大和屋暁                     | 吉村愛         | 吉村愛         | 山村直己 盛重學                |
| 211    | 墓場で暴れるのは幽霊だけでない | 6月6日         | 大和屋暁                     | 錦田慎也       | 錦田慎也       | 山口光紀 外谷章                |
| 212    | 侠（おとこ）の鎖 | 6月13日        | 大和屋暁                     | 宮原秀二       | 宮原秀二       | 工藤隆光 興村忠美 神谷友美     |
| 213    | 鉄の街 | 6月20日        | 大和屋暁                     | 三宅和男       | 三宅和男       | 寺澤伸介 石川真理子 諏訪可奈恵 |
| 214    | お控えなすって! | 6月27日        | 大和屋暁                     | 馬引圭         | 馬引圭         | 佐藤陽子 本城惠一朗            |
| 215    | 丁か半か | 7月4日         | 大和屋暁                     | みなみやすひろ | みなみやすひろ | 今岡大 外谷章                  |
| 216    | 工場見学とか正直一つたりとも記憶に残ってねェ                                                                                         | 7月11日        | 大和屋暁                     | 吉村愛         | 吉村愛         | 山村直己 盛重學                |
| 217    | 二度ある事は三度ある | 7月18日        | 下山健人                     | 小倉宏文       | 錦田慎也       | 青木あさ子                     |
| 218    | カニのハサミは絆を断つハサミ | 7月25日        | 横手美智子                   | 宮脇千鶴       | 宮脇千鶴       | 山口光紀                       |
| 219    | 人はしらないうちに借りパクという罪を犯している                                                                                       | 8月1日         | 下山健人                     | 高柳哲司       | 宮原秀二       | 興村忠美 神谷友美              |
| 220    | 銭湯では身も心も丸裸 | 8月8日         | 横手美智子                   | 高柳哲司       | 馬引圭         | 寺澤伸介 石川真理子            |
| 221    | 寿限無（じゅげむ） | 8月15日        | 大和屋暁                     | 田中雄一       | 井上ジェット   | 久行宏和                       |
| 222    | 名は体を表す | 8月22日        | 大和屋暁                     | 小倉宏文       | 三宅和男       | 外谷章                         |
| 223    | おっさんの家庭事情はハード ハートはソフト                                                                                            | 8月29日        | 横手美智子                   | みなみやすひろ | みなみやすひろ | 今岡大                         |
| 224    | 青と赤のエクスタシー | 9月5日         | 下山健人                     | 吉村愛         | 吉村愛         | 青木あさ子                     |
| 225    | プ○ズンブ×イクシーズン2って確かにもうプリ××ブレ○クして るけどあれはこの腐った社会がプリズンってことだからプ○ズン ブ×イクでいいんだよ | 9月12日        | 大和屋暁                     | 高柳哲司       | 宮原秀二       | 興村忠美 神谷友美              |
| 226    | 人は皆パジャマっ子 | 9月19日        | 大和屋暁                     | 宮脇千鶴       | 宮脇千鶴       | 山口光紀                       |
| 227    | コラボにはエイリ○ンVSプ×デターがあるのも覚えとけ                                                                                     | 9月26日        | 横手美智子                   | 藤田陽一       | 馬引圭         | 本城恵一朗 升谷由紀            |
| 228    | 愛にプラスもマイナスもなし | 10月3日        | 大和屋暁                     | 寺澤伸介       | 寺澤伸介       | 寺澤伸介 石川真理子            |
| 229    | 渡る世間は愛ばかり | 10月10日       | 大和屋暁                     | みなみやすひろ | みなみやすひろ | 外谷章                         |
| 230    | ここのタイトルもメールのタイトルみたいなトコも考えるのメンド臭え                                                                     | 10月17日       | 横手美智子                   | 宮原秀二       | 宮原秀二       | 興村忠美 神谷友美              |
| 231    | 葬式って初めていくと意外とみんな明るくてビックリする                                                                                 | 10月24日       | 下山健人                     | 宮脇千鶴       | 宮脇千鶴       | 青木あさ子                     |
| 232    | 忘れっぽい奴は忘れた頃にやってくる                                                                                                   | 10月31日       | 横手美智子                   | 小倉宏文       | 小倉宏文       | 今岡大                         |
| 233    | 宇宙ブルルン滞在記 | 11月7日        | 下山健人                     | 高柳哲司       | 三宅和男       | 青木あさ子                     |
| 234    | 千両箱とガラクタの箱 | 11月14日       | 横手美智子                   | 高柳哲司       | 佐々木忍       | 鈴木ひろみ 山口光紀            |
| 235    | 空の星 | 11月21日       | 下山健人                     | みなみやすひろ | みなみやすひろ | 外谷章 斎藤和也                |
| 236    | さよなライオネルなんか言わせない | 11月28日       | 大和屋暁                     | 高柳哲司       | 馬引圭         | 本城恵一朗 升谷由紀            |
| 237    | 拙者をスキーにつれてって | 12月5日        | 下山健人                     | 宮原秀二       | 宮原秀二       | 興村忠美 神谷友美              |
| 238    | 慰安旅行はイヤンどこォ!? | 12月12日       | 下山健人                     | 寺澤伸介       | 寺澤伸介       | 寺澤伸介 石川真理子            |
| 239    | 忘年会でも忘れちゃいけないものがある                                                                                                 | 12月19日       | 大和屋暁                     | 井上ジェット   | 井上ジェット   | 今岡大                         |
| 240    | 人は忘れることで生きていける | 12月26日       | 大和屋暁                     | 三宅和男       | 三宅和男       | 青木あさ子                     |
| 241    | アルファベット表記で人類みなホスト                                                                                                   | 2012年 1月9日  | 横手美智子                   | みなみやすひろ | みなみやすひろ | 外谷章                         |
| 242    | 女はベジータ好き 男はピッコロ好き | 1月16日        | 横手美智子                   | 藤田陽一       | 宮脇千鶴       | 山口光紀                       |
| 243    | 漫画という画布に人生という筆で絵を描け                                                                                               | 1月23日        | 大和屋暁                     | 馬引圭         | 馬引圭         | 鈴木ひろみ                     |
| 244    | チェケラ!! | 1月30日        | 横手美智子                   | 高柳哲司       | 宮原秀二       | 興村忠美 神谷友美              |
| 245    | 茨ガキと薔薇ガキ | 2月6日         | 下山健人                     | 寺澤伸介       | 寺澤伸介       | 寺澤伸介 石川真理子            |
| 246    | 悪ガキどもの祭典 | 2月13日        | 大和屋暁                     | みなみやすひろ | みなみやすひろ | 本城恵一朗 升谷由紀            |
| 247    | バラガキからの手紙 | 2月20日        | 大和屋暁                     | 篠原俊哉       | 佐々木忍       | 外谷章                         |
| 248    | マダオドッグマダオネア | 2月27日        | 大和屋暁                     | 井上ジェット   | 井上ジェット   | 今岡大                         |
| 249    | 贈り物はお早めに | 3月5日         | 下山健人                     | 高柳哲司       | 三宅和男       | 青木あさ子                     |
| 250    | お年玉は×ネタとの相性がバツグン | 3月12日        | 大和屋暁                     | 藤田陽一       | 宮原秀二       | 興村忠美 神谷友美              |
| 251    | コタツで寝る時は○玉熱しないよう気をつけろ                                                                                            | 3月19日        | 大和屋暁                     | 高柳哲司       | 馬引圭         | 山口光紀                       |
| 252    | ごめんなさい | 3月26日        | 大和屋暁 横手美智子 下山健人 | 藤田陽一       | 宮脇千鶴       | 鈴木ひろみ 石川真理子          |
| 延長戦 | |                |                              |                |                |                                |
| 253    | ストレートパーマに悪い奴はいない | 10月4日        | 大和屋暁                     | 藤田陽一       | 馬引圭         | 外谷章                         |
| 254    | 金時と銀時 | 10月11日       | 大和屋暁                     | 宮脇千鶴       | 宮脇千鶴       | 山口光紀                       |
| 255    | 金さんの金○ | 10月18日       | 大和屋暁                     | みなみやすひろ | みなみやすひろ | 升谷由紀 本城恵一朗            |
| 256    | 主人公とは | 10月25日       | 大和屋暁                     | 宮脇千鶴       | 三宅和男       | 鈴木ひろみ 石川真理子          |
| 257    | 傾城逆転 | 2013年 1月10日 | 大和屋暁                     | 高柳哲司       | 宮原秀二       | 青野厚司 興村忠美              |
| 258    | 殿中でござる!! | 1月17日        | 下山健人                     | 高柳哲司       | みなみやすひろ | 山口光紀                       |
| 259    | 5本の指 | 1月24日        | 下山健人                     | 馬引圭         | 馬引圭         | 石川真理子 本城恵一朗          |
| 260    | 心中立て | 1月31日        | 横手美智子                   | みなみやすひろ | みなみやすひろ | 外谷章 升谷由紀                |
| 261    | 沈まぬ月 | 2月7日         | 横手美智子                   | 三宅和男       | 吉村愛         | 鈴木ひろみ                     |
| 262    | ビームという響きはあらゆる者のハートを射抜く                                                                                         | 3月7日         | 大和屋暁                     | 高柳哲司       | 宮原秀二       | 原田幸枝 青野厚司              |
| 263    | 二人のアニキ | 3月14日        | 横手美智子                   | 三宅和男       | 三宅和男       | 山口光紀                       |
| 264    | 酒とガソリンと笑顔と涙 | 3月21日        | 下山健人                     | 河村智之       | 河村智之       | 佐々木洋平                     |
| 265    | ドッグフードは見た目より味がうすい                                                                                                   | 3月28日        | 大和屋暁                     | 吉村愛         | 宮脇千鶴       | 鈴木ひろみ                     |

### 銀魂゜（第3期）
| 話数           | サブタイトル                                                                                          | 放送日        | 脚本     | 絵コンテ                  | 演出                      | 作画監督                                                |
| -------------- | --- | ------------- | -------- | ------------------------- | ------------------------- | ------------------------------------------------------- |
| 266            | 一時停止はうまい具合には止まらない                                                                    | 2015年 4月8日 | 赤尾でこ | 宮脇千鶴                  | 吉村愛                    | 本城恵一朗                                              |
| 267            | マツイボウでもとれないゴミがある                                                                      | 4月15日       | 赤尾でこ | 藤田陽一                  | 馬引圭                    | 鈴木ひろみ                                              |
| 268            | 監察の恋は観察から始まる                                                                              | 4月22日       | 松原秀   | みなみやすひろ            | みなみやすひろ            | 中村ユミ 石川真理子                                     |
| 269            | 年号暗記より人間焼きつけろ                                                                            | 4月29日       | 松原秀   | 高柳哲司                  | 宮原秀二                  | 楡木哲郎                                                |
| 269            | エロ本隠して○○○隠さず                                                                                 | 4月29日       | 松原秀   | 高柳哲司                  | 宮原秀二                  | 楡木哲郎                                                |
| 270            | 鏡は美も醜もありのまま映し出す                                                                        | 5月6日        | 岸本卓   | 永岡智佳                  | 朝木幸彦                  | 諏訪可奈恵                                              |
| 270            | 免許証の写真を気に入ってる奴は皆無                                                                    | 5月6日        | 岸本卓   | 宮脇千鶴                  | 朝木幸彦                  | 山口光紀                                                |
| 271            | 同窓会は遅れてくると入りづらい                                                                        | 5月13日       | 岸本卓   | 三宅和男                  | 南川達馬                  | 興村忠美 田中智子 津曲大介 吉田尚人                     |
| 272            | 同窓会は思い出したくない思い出も蘇ってくる                                                            | 5月20日       | 岸本卓   | みなみやすひろ            | みなみやすひろ            | 田村里美 今岡大 本田敬一 中村ユミ                       |
| 273            | 人間五十年下天のうちをくらぶれば夢宝くじの如くなり                                                    | 5月27日       | 赤尾でこ | 藤田陽一                  | 山口ひかる                | 石川真理子 池内直子 鈴木ひろみ                          |
| 274            | 鼻の穴のデカイ奴は発想力もデカイ                                                                      | 6月3日        | 岸本卓   | 小倉宏文                  | 小倉宏文                  | 楡木哲郎                                                |
| 274            | 新しく始まる戦隊モノは最初はこんなの認めねェみたいに なっているが最終回の頃には離れたくなくなっている | 6月3日        | 岸本卓   | 小倉宏文                  | 小倉宏文                  | 楡木哲郎                                                |
| 275            | 9+1=柳生十兵衛                                                                                        | 6月10日       | 松原秀   | 高柳哲司                  | 藤井康晶                  | 諏訪可奈恵 石井久美                                     |
| 276            | カロリーは忘れた頃にやってくる                                                                        | 6月17日       | 松原秀   | 高柳哲司                  | 宮原秀二                  | 山口光紀 嵨謙一                                         |
| 277            | 10-1=                                                                                                 | 6月24日       | 松原秀   | 高柳哲司                  | 越田知明                  | 矢崎聡史 一ノ瀬結梨 本田敬一                            |
| 278            | 母ちゃんの弁当はいつもつめすぎて若干潰れている                                                        | 7月1日        | 立原正輝 | 馬引圭                    | 馬引圭                    | 中村ユミ 本田敬一 石川真理子                            |
| 279            | 朝と夜の死神                                                                                          | 7月8日        | 岸本卓   | みなみやすひろ            | みなみやすひろ            | 楡木哲郎                                                |
| 280            | 鬼か人か                                                                                              | 7月15日       | 岸本卓   | 三宅和男                  | 吉沢俊一                  | 中島里恵 菱沼義仁                                       |
| 281            | さらば死神                                                                                            | 7月22日       | 岸本卓   | 藤田陽一                  | 山口ひかる                | 本城恵一朗 稲垣あきら                                   |
| 282            | フェニックスは何度も蘇る                                                                              | 7月29日       | 立原正輝 | 永岡智佳                  | 永岡智佳                  | 鈴木ひろみ 矢崎聡史                                     |
| 283            | アーメン                                                                                              | 8月5日        | 岸本卓   | 高柳哲司                  | 越田知明                  | 諏訪可奈恵 中村ユミ                                     |
| 284            | リーダーは辛いよ                                                                                      | 8月12日       | 岸本卓   | 高柳哲司                  | みなみやすひろ            | 山口光紀 本田敬一 池内直子 一ノ瀬結梨                   |
| 285            | 恋はゴキブリポイポイ                                                                                  | 8月19日       | 岸本卓   | 高柳哲司                  | 池野昭二                  | 園田正明 吉岡敏幸 日向正樹                              |
| 286            | ベギラマな夏                                                                                          | 8月26日       | 赤尾でこ | 高柳哲司                  | 藤井康晶                  | 今岡大                                                  |
| 286            | 何もねぇよ夏2015                                                                                      | 8月26日       | 赤尾でこ | 高柳哲司                  | 藤井康晶                  | 石川真理子 本田敬一                                     |
| 287            | おれがマヨラーで あいつが甘党で                                                                       | 9月2日        | 赤尾でこ | 山口ひかる                | 山口ひかる                | 松岡謙治 増田俊介 石橋大輔                              |
| 288            | おれがリーダー失格で あいつもリーダー失格で                                                           | 9月9日        | 赤尾でこ | 高柳哲司                  | 三宅和男                  | 本城恵一朗 本田敬一 田中智子                            |
| 289            | おれが万事屋で あいつが真選組で                                                                       | 9月16日       | 赤尾でこ | 高柳哲司                  | 永岡智佳                  | 諏訪可奈恵 凌空凛 矢崎聡史 山口光紀 尾崎正幸            |
| 290            | バッグは常に5千万入るようにあけておけ                                                                 | 9月23日       | 松原秀   | migmi                     | migmi                     | 佐野陽子 船越麻由美                                     |
| 291            | バッグは常に石ころが入るようにあけておけ                                                              | 9月30日       | 松原秀   | みなみやすひろ 下青柳邪内 | みなみやすひろ 山口ひかる | 鈴木ひろみ 本田敬一 楡木哲郎                            |
| 292            | オシャレとはオシャレと 言葉にした時点でかき消えるものなり                                             | 10月7日       | 立原正輝 | 高柳哲司                  | 木村泰大                  | 服部憲知                                                |
| 292            | 世の中には二種類の人間がいる それは必殺技を叫ぶ人間と叫ばない人間だ                                   | 10月7日       | 立原正輝 | 高柳哲司                  | 南川達馬                  | 服部益美                                                |
| 293            | 二人の猿公                                                                                            | 10月14日      | 松原秀   | 江上潔                    | 池野昭二                  | 北原章雄 森田実 園田高明 丸山修一                       |
| 294            | 生と死のアフロ                                                                                        | 10月21日      | 松原秀   | 永岡智佳                  | 永岡智佳                  | 中村ユミ 矢崎聡史 一ノ瀬結梨                            |
| 295            | 阿腐郎とアフ狼                                                                                        | 10月28日      | 松原秀   | 越田知明                  | 越田知明                  | 本城恵一朗 本田敬一 津曲大介                            |
| 296            | 初期設定はナメたら命取り                                                                              | 11月4日       | 立原正輝 | 高柳哲司                  | 久保太郎                  | 興村忠美 藤田正幸                                       |
| 297            | 別れの挨拶は簡潔に                                                                                    | 11月11日      | 立原正輝 | 高柳哲司                  | 長田絵里                  | 中島里恵 本田敬一 諏訪可奈恵                            |
| 298            | 担当編集は一人で足りる                                                                                | 11月18日      | 赤尾でこ | みなみやすひろ            | みなみやすひろ            | 山口光紀 嶋謙一                                         |
| 298            | Gペンは気まぐれ屋さん丸ペンは頑固者                                                                   | 11月18日      | 立原正輝 | みなみやすひろ            | みなみやすひろ            | 山口光紀 嶋謙一                                         |
| 299            | 鉄と魔王は熱いうちに打て                                                                              | 11月25日      | 岸本卓   | 藤井康晶                  | 藤井康晶                  | 田中智子 鈴木ひろみ                                     |
| 299            | オイルの雨                                                                                            | 11月25日      | 岸本卓   | 山口ひかる                | 山口ひかる                | 本田敬一 凌空凛                                         |
| 将軍暗殺篇     | |               |          |                           |                           |                                                         |
| 300            | 光と影の将軍                                                                                          | 12月2日       | 松原秀   | 馬引圭                    | 浅見松雄                  | 佐野陽子 九鬼朱 野崎麗子 船越麻友美                     |
| 301            | 忍の里                                                                                                | 12月9日       | 松原秀   | 井畑翔太                  | 伊藤達文                  | 福元敬子 吉田尚人 本田敬一 矢崎聡史                     |
| 302            | 忍の魂                                                                                                | 12月16日      | 松原秀   | 三宅和男                  | 三宅和男                  | 山口光紀 一ノ瀬結梨 諏訪可奈恵                          |
| 303            | 最後の5人                                                                                             | 12月23日      | 松原秀   | migmi                     | migmi                     | 長谷川一生 嶋謙一 中島里恵                              |
| 304            | 万事を護る者達                                                                                        | 2016年 1月6日 | 岸本卓   | 西澤晋                    | 越田知明                  | 楡木哲郎 石川真理子                                     |
| 305            | 仇 | 1月13日       | 岸本卓   | 宮脇千鶴                  | 池野昭二                  | 中村ユミ 鈴木ひろみ 本城恵一朗                          |
| 306            | 戦のあとには烏が哭く                                                                                  | 1月20日       | 松原秀   | みなみやすひろ            | みなみやすひろ            | 渡辺奈月                                                |
| 307            | さらばダチ公                                                                                          | 1月27日       | 松原秀   | 西澤晋                    | 久保太郎                  | 興村忠美 藤田正幸                                       |
| さらば真選組篇 | |               |          |                           |                           |                                                         |
| 308            | 鬼が哭いた日                                                                                          | 2月3日        | 岸本卓   | 永岡智佳                  | 永岡智佳                  | 田中智子 凌空凛 宮崎里美                                |
| 309            | ヒーローは遅れてやってくる                                                                            | 2月10日       | 岸本卓   | 山口ひかる                | 山口ひかる                | 池内直子 山口光紀                                       |
| 310            | 忘れもの                                                                                              | 2月17日       | 岸本卓   | 三宅和男                  | 三宅和男                  | 中島里恵 諏訪可奈恵                                     |
| 311            | 脱獄                                                                                                  | 2月24日       | 岸本卓   | 川南なぎさ                | 浅見松雄                  | 佐野陽子 九鬼朱 船越麻友美 木下由美子 桜井木の実 林隆祥 |
| 311            | エッセイ漫画は作画楽                                                                                  | 2月24日       | 赤尾でこ | 高柳哲司                  | 浅見松雄                  | 野崎麗子                                                |
| 312            | 野良犬                                                                                                | 3月2日        | 松原秀   | みなみやすひろ            | みなみやすひろ            | 長谷川一生 宮崎里美 今岡大 鈴木ひろみ                   |
| 313            | 届かなかったメール                                                                                    | 3月9日        | 松原秀   | 伊藤達文                  | 伊藤達文                  | 石川真理子 一ノ瀬結梨 中村ユミ 興村忠美 山口光紀        |
| 314            | 業 | 3月16日       | 松原秀   | 越田知明                  | 越田知明                  | 津曲大介 中嶋里恵 嶋謙一                                |
| 315            | 信女                                                                                                  | 3月23日       | 松原秀   | 西澤晋                    | migmi                     | 楡木哲郎 佐々木洋平                                     |
| 316            | さらば真選組                                                                                          | 3月30日       | 立原正輝 | 馬引圭                    | 山口ひかる                | 石川真理子 諏訪可奈恵 竹内進二                          |

### 銀魂.（第4期）
| 話数               | サブタイトル                                       | 放送日        | 脚本       | 絵コンテ          | 演出                    | 作画監督                                                                           |
| 烙陽決戦篇         | 烙陽決戦篇                                         | 烙陽決戦篇    | 烙陽決戦篇 | 烙陽決戦篇        | 烙陽決戦篇              | 烙陽決戦篇                                                                         |
| ------------------ | -------------------------------------------------- | ------------- | ---------- | ----------------- | ----------------------- | ---------------------------------------------------------------------------------- |
| 317                | 化物と化物の子                                     | 2017年 1月9日 | 立原正輝   | 宮脇千鶴          | migmi                   | 宮崎里美 嶋謙一                                                                    |
| 318                | 休暇届                                             | 1月16日       | 立原正輝   | migmi             | 久保太郎                | 興村忠美 飯飼一幸                                                                  |
| 319                | 武士の唄                                           | 1月23日       | 岸本卓     | 伊藤達文          | 伊藤達文                | 中村ユミ 長谷川一生 一ノ瀬結梨                                                     |
| 320                | ヅラ                                               | 1月30日       | 岸本卓     | みなみやすひろ    | みなみやすひろ          | 鈴木ひろみ 田中智子                                                                |
| 321                | うつけもの二人                                     | 2月6日        | 岸本卓     | 高本宣弘          | 浅見松雄                | 野崎麗子 九鬼朱 扇多恵子 森悦史 船越麻友美 佐野陽子 白石悟                         |
| 322                | 十年                                               | 2月13日       | 岸本卓     | 越田知明          | 越田知明                | 石川真理子 山口光紀                                                                |
| 323                | 道                                                 | 2月20日       | 岸本卓     | 遠藤広隆          | 馬引圭                  | 嶋謙一 宮崎里美 楡木哲郎                                                           |
| 324                | 徨安のヌシ                                         | 2月27日       | 松原秀     | migmi             | migmi                   | 一ノ瀬結梨 長谷川一生 小室未来                                                     |
| 325                | まよい兎                                           | 3月6日        | 松原秀     | 高本宣弘          | 川久保圭史              | 小野晃 飯飼一幸 興村忠美 猿渡聖加                                                  |
| 326                | 兄妹                                               | 3月13日       | 松原秀     | みなみやすひろ    | みなみやすひろ          | 田中智子 鈴木ひろみ 久行宏和 中村ユミ                                              |
| 327                | 一番弟子                                           | 3月20日       | 松原秀     | 久行宏和          | 浅見松雄                | 野崎麗子 九鬼朱 扇多恵子 森悦史 船越麻友美 佐野陽子 白石悟                         |
| 328                | 希望                                               | 3月27日       | 松原秀     | 宮脇千鶴          | 宮原秀二                | 石川真理子 山口光紀 宮崎里美 嶋謙一                                                |
| ポロリ篇           |                                                    |               |            |                   |                         |                                                                                    |
| 329                | 大人の階段は昇り階段とは限らない                   | 10月2日       | 立原正輝   | 高柳哲司          | 宮原秀二                | 佐々木洋平 宮崎里美                                                                |
| 330                | ハゲたお父さんと白髪のお父さんとお父さんのメガネ   | 10月9日       | 立原正輝   | 高柳哲司          | 久保太郎                | 興村忠美 飯飼一幸                                                                  |
| 331                | 一杯のラーメン                                     | 10月16日      | 松原秀     | みなみやすひろ    | みなみやすひろ          | 嶋謙一                                                                             |
| 332                | 一つのかぞく                                       | 10月23日      | 松原秀     | 久行宏和          | 榎本守                  | 鶴田眸                                                                             |
| 333                | 生と死のグラサン                                   | 10月30日      | 松原秀     | migmi 宮脇千鶴    | migmi                   | 山口光紀 石川真理子                                                                |
| 333                | 全ての答えは現場にある                             | 10月30日      | 松原秀     | migmi 宮脇千鶴    | migmi                   | 山口光紀 石川真理子                                                                |
| 334                | 鞘をたずねて三千里                                 | 11月6日       | 岸本卓     | 高柳哲司          | 久保太郎                | 興村忠美 飯飼一幸                                                                  |
| 335                | ドSとドS                                           | 11月13日      | 岸本卓     | 永岡智佳          | 池野昭二                | 中村ユミ 宮崎里美 一ノ瀬結梨                                                       |
| 336                | 最強の剣と最低の鈍                                 | 11月20日      | 岸本卓     | みなみやすひろ    | みなみやすひろ          | 嶋謙一 長谷川一生                                                                  |
| 337                | 握手の前は手を洗え                                 | 11月27日      | 立原正輝   | 小倉宏文          | 浅見松雄                | 白石悟 九鬼朱 野崎麗子 船越麻友美 扇多恵子                                         |
| 338                | ダイヤモンドは傷つかない                           | 12月4日       | 立原正輝   | migmi             | migmi                   | 田中智子 鈴木ひろみ                                                                |
| 339                | アイドルの勲章                                     | 12月11日      | 立原正輝   | 山口ひかる        | 榎本守                  | 鶴田眸 徳田夢之介 楡木哲郎                                                         |
| 340                | 神ゲーと糞ゲーは紙一重                             | 12月18日      | 松原秀     | 高柳哲司          | 久保太郎                | 興村忠美                                                                           |
| 340                | メガネは魂の一部                                   | 12月18日      | 松原秀     | 高柳哲司          | 久保太郎                | 飯飼一幸                                                                           |
| 341                | 守護霊も魂の一部                                   | 12月25日      | 松原秀     | 高柳哲司          | 進藤陽平                | 石川真理子 山口光紀                                                                |
| 銀ノ魂篇（前半戦） |                                                    |               |            |                   |                         |                                                                                    |
| 342                | 天然パーマはグニャグニャ曲がっても戻ってくる       | 2018年 1月8日 | 立原正輝   | みなみやすひろ    | みなみやすひろ          | 一ノ瀬結梨 楡木哲郎 宮崎里美                                                       |
| 343                | 調味料は控えめに                                   | 1月15日       | 立原正輝   | 小倉宏文          | まついひとゆき          | 米山浩平 尾崎正幸 平岡雅樹                                                         |
| 344                | ヤンキーの子供は襟足が長い                         | 1月22日       | 立原正輝   | 榎本守            | 榎本守                  | 嶋謙一 長谷川一生                                                                  |
| 345                | しぶといとしつこいは紙一重                         | 1月29日       | 立原正輝   | 宮原秀二          | 宮原秀二                | 田中智子 徳田夢之介 鈴木ひろみ                                                     |
| 346                | 爺さんは忘れてはいけないものを皺に刻む             | 2月5日        | 松原秀     | 遠藤広隆          | 浅見松雄                | 白石悟 九鬼朱 野崎麗子 船越麻友美 扇多恵子                                         |
| 347                | 無駄を覚えた機械を人間という                       | 2月12日       | 松原秀     | 小倉宏文          | 小倉宏文                | 鶴田眸 石川真理子 山口光紀                                                         |
| 348                | 男は長くも太くもなく硬く生きろ                     | 2月19日       | 松原秀     | 高柳哲司          | 小室未来                | 宮崎里美 一ノ瀬結梨 犬塚政彦                                                       |
| 349                | 鬼は一寸法師のような小粒に弱い                     | 2月26日       | 松原秀     | みなみやすひろ    | みなみやすひろ          | 興村忠美 飯飼一幸 アベ正己 小野晃 菊地功一 國井実可子 西村幸恵 一ノ瀬結梨 宮崎里美 |
| 350                | 昔の武勇伝は自分で話すと嫌われるので他人に話させろ | 3月5日        | 岸本卓     | 西澤晋            | 池野昭二                | 中村ユミ 嶋謙一 長谷川一生                                                         |
| 351                | ジャンプはインフレしてなんぼ                       | 3月12日       | 岸本卓     | 鶴田眸            | 進藤陽平                | 田中智子 徳田夢之介 鈴木ひろみ 一ノ瀬結梨 宮崎里美 長谷川一生 高倉香恵 佐々木洋平  |
| 352                | 平和と破滅は表裏一体                               | 3月19日       | 岸本卓     | 小倉宏文          | まついひとゆき          | 米山浩平 尾崎正幸 平岡雅樹                                                         |
| 353                | 武士道とは一秒後に死ぬ事と見つけたり               | 3月26日       | 岸本卓     | 遠藤広隆          | 宮原秀二                | 鶴田眸 石川真理子 山口光紀                                                         |
| 銀ノ魂篇（後半戦） |                                                    |               |            |                   |                         |                                                                                    |
| 354                | 悪事をはたらきながら善事をはたらくいきもの         | 7月9日        | 岸本卓     | 宮脇千鶴          | 榎本守                  | 一ノ瀬結梨 宮崎里美 早乙女啓 佐々木洋平                                            |
| 355                | 兎は月夜に高く跳ぶ                                 | 7月16日       | 岸本卓     | みなみやすひろ    | みなみやすひろ          | 嶋謙一 石川真理子 山口光紀 徳田夢之介                                              |
| 356                | おもしろきこともなき世をおもしろく                 | 7月23日       | 岸本卓     | 水野春香          | まついひとゆき          | 米山浩平 尾崎正幸 平岡雅樹                                                         |
| 357                | ガラじゃない事をするとガラじゃない事が起こる       | 7月30日       | 岸本卓     | 馬引圭 宮脇千鶴   | 香味豊 みなみやすひろ   | 中村ユミ 田中智子 鈴木ひろみ 高倉香恵 山口光紀 野崎麗子                            |
| 358                | 数多の王                                           | 8月6日        | 立原正輝   | みなみやすひろ    | 池野昭二                | はっとりますみ 米山浩平 細田沙織 加瀬幸治                                          |
| 359                | 無職は何者にも染まらない                           | 8月13日       | 立原正輝   | 高本宣弘          | 浅見松雄                | 飯飼一幸 興村忠美 水野友美子 田中みどり アベ正己 小野晃                            |
| 360                | 切り札はとっておけ                                 | 8月20日       | 立原正輝   | 鶴田眸            | まついひとゆき 進藤陽平 | 嶋謙一 徳田夢之介 尾崎正幸 田中智子 一ノ瀬結梨 皆川愛香利 鈴木ひろみ 早乙女啓      |
| 361                | 人間と言う生き物                                   | 8月27日       | 立原正輝   | 藤田陽一 宮脇千鶴 | みなみやすひろ          | 竹内進二 嶋謙一 高倉香恵 山口光紀 佐々木洋平 石川真理子                            |
| 362                | 看板                                               | 9月3日        | 立原正輝   | 高柳哲司          | まついひとゆき          | 竹内進二 米山浩平 平岡雅樹 関口雅浩 室山祥子 後藤麻梨子                            |
| 363                | 亡霊                                               | 9月10日       | 立原正輝   | 高柳哲司          | 島崎奈々子              | 鈴木ひろみ 一ノ瀬結梨 皆川愛香利 野崎麗子 佐々木洋平                               |
| 364                | 少女の2年は男の10年                                | 9月17日       | 立原正輝   | 宮崎修治          | 宮崎修治                | 中村ユミ 高倉香恵 山口光紀 田中智子 米山浩平 佐々木洋平 竹内進二                   |
| 365                | 救い                                               | 9月24日       | 松原秀     | 高本宣弘          | 池野昭二                | 石川真理子 嶋謙一 細田沙織 尾崎正幸                                                |
| 366                | くわっ                                             | 10月1日       | 松原秀     | みなみやすひろ    | 進藤陽平                | 一ノ瀬結梨 鈴木ひろみ 皆川愛香利 山口光紀                                          |
| 367                | 悪役にもやっていい事と悪いことがある               | 10月8日       | 松原秀     | 高柳哲司          | みなみやすひろ          | 竹内進二 中村ユミ 嶋謙一 田中智子 山口光紀                                         |
| 367                | 銀魂終わる終わる詐欺裁判                           | 10月8日       | 松原秀     | 宮脇千鶴          | みなみやすひろ          | 竹内進二 中村ユミ 嶋謙一 田中智子 山口光紀                                         |

### 番外編
| -                    | サブタイトル                                               | 発売日               | 脚本                 | 絵コンテ             | 演出                         | 作画監督                                                                             |
| ジャンプアニメツアー | ジャンプアニメツアー                                       | ジャンプアニメツアー | ジャンプアニメツアー | ジャンプアニメツアー | ジャンプアニメツアー         | ジャンプアニメツアー                                                                 |
| -------------------- | ---------------------------------------------------------- | -------------------- | -------------------- | -------------------- | ---------------------------- | ------------------------------------------------------------------------------------ |
| JFA05                | 何事も最初が肝心なので多少背伸びするくらいが丁度良い       | 2009年 9月30日       | 大和屋暁             | 高松信司             | 高松信司                     | 竹内進二                                                                             |
| JSA08                | 劇場版銀魂 〜白夜叉降誕〜 予告篇                           | 2009年 9月30日       | 藤田陽一             | 藤田陽一             | 藤田陽一                     | 竹内進二                                                                             |
| JSA14                | 布団に入ってから拭き残しに気付いて寝るに寝れない時もある   | 2015年 4月3日        | 藤田陽一             | 藤田陽一             | 藤田陽一                     | 本城恵一朗 鈴木ひろみ                                                                |
| JSA15                | 美味いモノは後回しにすると横取りされるからやっぱり先に食え | 2016年 4月27日       | 松原秀               | 宮脇千鶴             | 山口ひかる 宮脇千鶴 浅見松雄 | 竹内進二 船越麻友美 九鬼朱 野崎麗子 佐野陽子                                         |
| 愛染香篇             |                                                            |                      |                      |                      |                              |                                                                                      |
| 295.5前編            | 恋のない所に煙は立たない                                   | 8月4日               | 松原秀               | migmi                | migmi                        | 宮崎里美 石川真理子                                                                  |
| 295.5後編            | 永遠の花                                                   | 11月4日              | 松原秀               | 山口ひかる           | 山口ひかる                   | 竹内進二 一ノ瀬結梨                                                                  |
| THE SEMI-FINAL       |                                                            |                      |                      |                      |                              |                                                                                      |
| 万事屋篇             | 後先考えずに風呂敷を広げるものじゃない                     | 2021年 1月15日       | 岸本卓               | 高柳哲司             | migmi                        | 上野泰寛 高橋晃                                                                      |
| 真選組篇             | 直前になって大事なことを決めるものじゃない                 | 1月20日              | 岸本卓               | 高柳哲司             | 馬引圭                       | 川崎玲奈 高橋晃 田中智子 鈴木ひろみ 高倉香恵 佐々木洋平 一ノ瀬結梨 嶋謙一 皆川愛香利 |

## 放送局
| 放送期間                                                                        | 放送時間                                           | 放送局             | 対象地域       | 備考                      |
| ------------------------------------------------------------------------------- | -------------------------------------------------- | ------------------ | -------------- | ------------------------- |
| 2006年4月4日 - 9月19日 2006年10月5日 - 2010年3月25日                            | 火曜 19:00 - 19:30 木曜 18:00 - 18:30              | テレビ東京         | 関東広域圏     | 製作局 / 字幕放送         |
|                                                                                 |                                                    | テレビ北海道       | 北海道         | 字幕放送                  |
|                                                                                 |                                                    | テレビ愛知         | 愛知県         | 字幕放送                  |
|                                                                                 |                                                    | テレビ大阪         | 大阪府         | 字幕放送                  |
|                                                                                 |                                                    | テレビせとうち     | 岡山県・香川県 | 字幕放送                  |
| 2006年4月8日 - 9月23日 2006年10月5日 - 2010年3月25日                            | 土曜 7:00 - 7:30 木曜 18:00 - 18:30                | TVQ九州放送        | 福岡県         | 字幕放送                  |
| 不明 - 2010年4月24日                                                            | 土曜 9:30 - 10:00                                  | 青森テレビ         | 青森県         |                           |
| 2006年4月 - 2008年4月8日                                                        | 火曜 16:54 - 17:24                                 | 岩手めんこいテレビ | 岩手県         | 第99話で打ち切り          |
| 不明 不明 - 2008年4月27日 2008年5月4日 - 2010年7月11日                          | 日曜 5:45 - 6:15 土曜 6:00 - 6:30 日曜 5:45 - 6:15 | テレビユー山形     | 山形県         |                           |
| 不明 - 2009年12月13日 2010年1月9日 - 6月27日                                    | 日曜 6:00 - 6:30 土曜 5:20 - 5:50                  | 新潟テレビ21       | 新潟県         |                           |
| 2006年6月4日 - 2008年3月30日 2008年4月5日 - 5月31日 2008年6月7日 - 2010年7月3日 | 日曜 6:15 - 6:45 土曜 5:15 - 5:45 土曜 4:45 - 5:15 | 信越放送           | 長野県         |                           |
| 不明 - 2010年10月4日                                                            | 月曜 17:30 - 18:00                                 | 岐阜放送           | 岐阜県         |                           |
| 2006年4月15日 - 不明                                                            | 月曜 19:30 - 20:00                                 | びわ湖放送         | 滋賀県         |                           |
| 不明 - 2012年4月8日                                                             | 日曜 10:00 - 10:29                                 | 奈良テレビ         | 奈良県         |                           |
| 不明 - 2008年4月22日                                                            | 火曜 16:24 - 16:53                                 | 日本海テレビ       | 鳥取県・島根県 | 第99話で打ち切り          |
| 不明 - 2008年4月12日                                                            | 土曜 7:00 - 7:30                                   | 愛媛朝日テレビ     | 愛媛県         | 第99話で打ち切り          |
| 2006年5月7日 - 2008年4月6日                                                     | 日曜 7:30 - 8:00                                   | くまもと県民テレビ | 熊本県         | 第99話で打ち切り          |
| 2006年4月16日 - 2009年4月12日                                                   | 日曜 6:15 - 6:45                                   | 福島テレビ         | 福島県         | 第149話で打ち切り         |
| 2006年4月23日 - 2009年4月19日                                                   | 日曜 6:00 - 6:30                                   | 広島ホームテレビ   | 広島県         | 第150話で打ち切り         |
| 2006年4月23日 - 2007年4月1日 2007年4月7日 - 2009年4月25日                       | 日曜 9:30 - 10:00 土曜 17:00 - 17:30               | 仙台放送           | 宮城県         | 第150話で打ち切り         |
| 2006年4月10日 - 9月25日 2006年10月11日 - 2010年3月31日                          | 月曜 17:30 - 18:00 水曜 18:30 - 19:00              | BSジャパン         | 日本全域       | BS放送 / 字幕放送         |
| 2006年7月1日 - 不明 不明- 2010年5月1日                                          | 土曜 9:00 - 9:30 土曜 8:00 - 8:30                  | AT-X               | 日本全域       | CS放送 / リピート放送あり |
| 不明 - 2012年1月25日                                                            | 水曜 19:58 - 20:27                                 | キッズステーション | 日本全域       | CS放送 / リピート放送あり |

| 放送期間                      | 放送時間                     | 放送局                             | 対象地域                                                    | 備考                      |
| ----------------------------- | ---------------------------- | ---------------------------------- | ----------------------------------------------------------- | ------------------------- |
| 2011年4月4日 - 2012年3月26日  | 月曜 18:00 - 18:30           | テレビ東京（製作局） ほか系列全6局 | 北海道・関東広域圏・愛知県・ 大阪府・岡山県・香川県・福岡県 | 字幕放送                  |
| 2011年4月19日 - 2012年4月3日  | 火曜 8:30 - 9:00             | AT-X                               | 日本全域                                                    | CS放送 / リピート放送あり |
| 2011年4月30日 - 2012年4月14日 | 土曜 2:00 - 2:30（金曜深夜） | びわ湖放送                         | 滋賀県                                                      |                           |

| 放送期間                      | 放送時間           | 放送局                             | 対象地域                                                    | 備考                      |
| ----------------------------- | ------------------ | ---------------------------------- | ----------------------------------------------------------- | ------------------------- |
| 2012年10月4日 - 2013年3月28日 | 木曜 18:00 - 18:30 | テレビ東京（製作局） ほか系列全6局 | 北海道・関東広域圏・愛知県・ 大阪府・岡山県・香川県・福岡県 | 字幕放送                  |
| 2013年1月17日 - 4月11日       | 木曜 20:30 - 21:00 | AT-X                               | 日本全域                                                    | CS放送 / リピート放送あり |

| 放送期間                                        | 放送時間                                        | 放送局                             | 対象地域                                                    | 備考                                             |
| ----------------------------------------------- | ----------------------------------------------- | ---------------------------------- | ----------------------------------------------------------- | ------------------------------------------------ |
| 2015年4月8日 - 2016年3月30日                    | 水曜 18:00 - 18:30                              | テレビ東京（製作局） ほか系列全6局 | 北海道・関東広域圏・愛知県・ 大阪府・岡山県・香川県・福岡県 | 字幕放送 / 連動データ放送                        |
| 2015年4月11日 - 2016年4月2日                    | 土曜 22:00 - 22:30                              | AT-X                               | 日本全域                                                    | CS放送 / リピート放送あり                        |
| 2015年4月18日 - 12月26日 2016年1月7日 - 4月21日 | 土曜 10:30 - 11:00 木曜 1:00 - 1:30（水曜深夜） | 奈良テレビ                         | 奈良県                                                      |                                                  |
| 2015年4月20日 - 2016年5月23日                   | 月曜 2:30 - 3:00（日曜深夜）                    | びわ湖放送                         | 滋賀県                                                      |                                                  |
| 2015年9月12日 2015年9月27日 - 2016年4月17日     | 日曜 20:00 - 21:00                              | キッズステーション                 | 日本全域                                                    | CS放送 / 字幕放送 2話連続放送 / リピート放送あり |
| 2015年10月16日 - 2016年6月3日                   | 金曜 2:25 - 3:25（木曜深夜）                    | 岩手めんこいテレビ                 | 岩手県                                                      | 2話連続放送 /                                    |

| 放送期間                | 放送時間                     | 放送局             | 対象地域       | 備考                      |
| ----------------------- | ---------------------------- | ------------------ | -------------- | ------------------------- |
| 2017年1月9日 - 3月27日  | 月曜 1:35 - 2:05（日曜深夜） | テレビ東京         | 関東広域圏     | 製作参加                  |
|                         |                              | テレビ北海道       | 北海道         |                           |
|                         |                              | テレビ愛知         | 愛知県         |                           |
|                         |                              | テレビせとうち     | 岡山県・香川県 |                           |
|                         |                              | TVQ九州放送        | 福岡県         |                           |
| 2017年1月10日 - 3月28日 | 火曜 1:05 - 1:35（月曜深夜） | テレビ大阪         | 大阪府         |                           |
| 2017年1月13日 - 3月31日 | 金曜 21:30 - 22:00           | AT-X               | 日本全域       | CS放送 / リピート放送あり |
| 2017年1月30日 - 5月1日  | 月曜 2:00 - 2:30（日曜深夜） | びわ湖放送         | 滋賀県         | [ 36 ]                    |
| 2017年3月4日 - 5月27日  | 土曜 19:00 - 19:30           | キッズステーション | 日本全域       | CS放送 / リピート放送あり |

| 放送期間                       | 放送時間                                                  | 放送局             | 対象地域       | 備考                      |
| ------------------------------ | --------------------------------------------------------- | ------------------ | -------------- | ------------------------- |
| 2017年10月2日 - 2018年3月26日  | 月曜 1:35 - 2:05（日曜深夜）                              | テレビ東京         | 関東広域圏     | 製作参加                  |
|                                |                                                           | テレビ北海道       | 北海道         |                           |
|                                |                                                           | テレビ愛知         | 愛知県         |                           |
|                                |                                                           | テレビせとうち     | 岡山県・香川県 |                           |
|                                |                                                           | TVQ九州放送        | 福岡県         |                           |
| 2017年10月3日 - 2018年3月27日  | 火曜 1:05 - 1:35（月曜深夜）                              | テレビ大阪         | 大阪府         |                           |
|                                | 火曜 21:30 - 22:00                                        | AT-X               | 日本全域       | CS放送 / リピート放送あり |
| 2017年10月20日 - 2018年5月4日  | 金曜 1:30 - 2:00（木曜深夜）                              | 岩手めんこいテレビ | 岩手県         | [ 40 ]                    |
| 2017年10月21日 - 不明          | 土曜 2:29 - 2:59（金曜深夜）                              | ミヤギテレビ       | 宮城県         | [ 40 ]                    |
| 2017年10月28日 - 2018年4月14日 | 土曜 1:35 - 2:05（金曜深夜）                              | 奈良テレビ         | 奈良県         | [ 40 ]                    |
| 2017年11月20日 - 2018年5月21日 | 月曜 2:00 - 2:30（日曜深夜）                              | びわ湖放送         | 滋賀県         |                           |
| 2017年11月23日 - 2018年2月15日 | 木曜 3:00 - 3:30（水曜深夜） 金曜 0:35 - 1:05（木曜深夜） | テレビ和歌山       | 和歌山県       | [ 40 ]                    |

| 放送期間                       | 放送時間                     | 放送局             | 対象地域       | 備考                      |
| ------------------------------ | ---------------------------- | ------------------ | -------------- | ------------------------- |
| 2018年7月9日 - 10月8日         | 月曜 1:35 - 2:05（日曜深夜） | テレビ東京         | 関東広域圏     | 製作参加                  |
|                                |                              | テレビ北海道       | 北海道         |                           |
|                                |                              | テレビ愛知         | 愛知県         |                           |
|                                |                              | テレビせとうち     | 岡山県・香川県 |                           |
|                                |                              | TVQ九州放送        | 福岡県         |                           |
| 2018年7月10日 - 10月9日        | 火曜 1:05 - 1:35（月曜深夜） | テレビ大阪         | 大阪府         |                           |
|                                | 火曜 21:30 - 22:00           | AT-X               | 日本全域       | CS放送 / リピート放送あり |
| 2018年10月15日 - 2019年1月28日 | 月曜 2:30 - 3:00（日曜深夜） | びわ湖放送         | 滋賀県         |                           |
| 2018年10月20日 - 2019年1月19日 | 土曜 1:35 - 2:05（金曜深夜） | 奈良テレビ         | 奈良県         |                           |
| 2018年11月9日 - 2019年2月15日  | 金曜 1:30 - 2:00（木曜深夜） | 岩手めんこいテレビ | 岩手県         |                           |
| 2018年7月21日 - 不明           | 土曜 2:29 - 2:59（金曜深夜） | ミヤギテレビ       | 宮城県         |                           |
| 2018年8月10日 - 2019年5月10日  | 金曜 0:35 - 1:05（木曜深夜） | テレビ和歌山       | 和歌山県       |                           |

| 配信期間                               | 配信時間        | 配信サイト                                                      |
| -------------------------------------- | --------------- | --------------------------------------------------------------- |
| 2017年1月10日 - 3月28日 2017年10月3日- | 火曜 12:00 更新 | あにてれ バンダイチャンネル ニコニコチャンネル いずれも有料配信 |
| 2017年4月1日                           | 12:00 配信開始  | J:COM ひかりTV 会員限定                                         |

## 関連商品

### Blu-ray＆DVD
全てアニプレックスより発売。巻数横のキャラクター名はその巻のジャケットを飾るキャラクターを表す。各巻に各シーズンの全巻購入者特典応募券（第1巻は申込書付き）が付属されている。
『銀魂゜』からはBlu-ray版（完全生産限定版のみ）も同時発売。

#### ジャンプアニメツアー
| 品名       | 発売日        | パッケージ                                       | 収録内容 | 特典 |
| ---------- | ------------- | ------------------------------------------------ | --- | --- |
| 白夜叉降誕 | 2009年9月30日 | (攘夷戦争期) 坂田銀時 桂小太郎 高杉晋助 坂本辰馬 | ジャンプアニメツアーで上映された「白夜叉降誕」（2008年）と 「何事も最初が肝心なので多少背伸びするくらいが丁度良い」（2005年）の2本を収録。 | - 「白夜叉降誕」劇場パンフレット - 「白夜叉降誕」前売りチケット - ピンナップ - 描き下ろしジャケット - 銀魂初のオーディオコメンタリー |

#### 劇場版
| 品名                                                  | 発売日         | パッケージ                             | 収録内容 | 特典 |
| ----------------------------------------------------- | -------------- | -------------------------------------- | --- | --- |
| 劇場版 銀魂 新訳紅桜篇【通常版】                      | 2010年12月15日 | 「劇場版 銀魂 新訳紅桜篇」のポスター。 | 「劇場版 銀魂 新訳紅桜篇 本編」と「特報、予告集」を収録。 | - |
| 劇場版 銀魂 新訳紅桜篇【完全生産限定版】              | 2010年12月15日 | 坂田銀時・桂小太郎・高杉晋助           | 本編DVD 「劇場版 銀魂 新訳紅桜篇 本編」と「特報、予告集」を収録。 特典DVD 「キャスト・スタッフインタビュー集」と「完全新作アニメーション」と「劇場版銀魂新訳紅桜篇 ハタ皇子吹き替え版」の3本を収録。 | - 特典CD（書き下ろしドラマ） - 「劇場版 銀魂 新訳紅桜篇」劇場上映生フィルムコマ - 描き下ろしデジパック＆三方背BOX仕様 - 「劇場版 銀魂 新訳紅桜篇」パンフレット縮小版 - ピンナップ          |
| 劇場版 銀魂 新訳紅桜篇【Blu-ray】                     | 2013年6月26日  |                                        | 「劇場版 銀魂 新訳紅桜篇 本編」と「特報、予告編集」を収録。 | - |
| 劇場版 銀魂 完結篇 万事屋よ永遠なれ【通常版】         | 2013年12月18日 | 坂田銀時・志村新八・神楽               | 「劇場版 銀魂 完結篇 万事屋よ永遠なれ 本編」と「特報」「予告篇」「豆しばコラボCM」などを収録。 | - |
| 劇場版 銀魂 完結篇 万事屋よ永遠なれ【完全生産限定版】 | 2013年12月18日 | 坂田銀時・志村新八・神楽               | 本編DVD 「劇場版 銀魂 完結篇 万事屋よ永遠なれ 本編」と「特報」「予告篇」「豆しばコラボCM」などを収録。 特典DVD 「メインキャスト座談会」と「劇場版 銀魂 銀幕瓦版SP」の2本を収録。                     | - 特典CD（書き下ろしドラマ） - 劇場版銀魂コンプリートブック - 劇場パンフレット縮小版 - ピンナップ（5枚組） - 銀魂3タイトル連動応募者全員プレゼント応募券 - 描き下ろしデジパック＆三方背BOX |

#### イベント
| 品名                                                 | 発売日         | パッケージ | 収録内容                                                                                 | 特典                                                                                                 |
| ---------------------------------------------------- | -------------- | --- | ---------------------------------------------------------------------------------------- | --- |
| 銀魂春祭り2010（仮）                                 | 2011年3月23日  | 坂田銀時 | 2010年3月に両国国技館で行われた銀魂のイベント「銀魂春祭り2010（仮）」を収録。            | - 描き下ろし三方背BOX - イベントパンフレット縮刷版                                                   |
| 銀魂桜祭り2011（仮）                                 | 2012年8月22日  | 坂田銀時・志村新八・神楽・近藤勲・土方十四郎・沖田総悟・山崎退                                                                                                 | 2011年8月21日に両国国技館で行われた銀魂のイベント「銀魂桜祭り2011（仮）」を収録。        | - 描き下ろし三方背BOX - 公演パンフレット縮刷版                                                       |
| 銀魂 よりぬき銀魂さんオンシアター2D 真選組動乱篇     | 2013年1月23日  | 近藤勲・土方十四郎・沖田総悟・山崎退・伊東鴨太郎 | 2012年8月26日にバルト9にてイベント上映された「真選組動乱篇」をDVD化。                    | - 特典DVD「ビデオレター完全版」 - “真選組動乱篇”メインビジュアルイラストカード                       |
| 銀魂 よりぬき銀魂さんオンシアター2D かぶき町四天王篇 | 2013年2月27日  | 坂田銀時・お登勢・泥水次郎長・椿平子・寺田辰五郎 | 2012年8月26日にバルト9にてイベント上映された「かぶき町四天王篇」をDVD化。                | - 特典DVD「ビデオレター完全版＋万事屋メッセージ」 - “かぶき町四天王篇”メインビジュアルイラストカード |
| 劇場版銀魂 銀幕前夜祭り2013                          | 2013年10月23日 | 坂田銀時・志村新八・神楽・定春・近藤勲・土方十四郎・沖田総悟・山崎退・桂小太郎・エリザベス                                                                     | 2013年6月29日に両国国技館で行われた銀魂のイベント「劇場版銀魂 銀幕前夜祭り2013」を収録。 | - 描き下ろし三方背BOX - 公演パンフレット縮刷版 - 銀魂3タイトル連動応募者全員プレゼント応募台紙       |
| 銀魂晴祭り2016（仮）                                 | 2016年9月28日  | 坂田銀時・志村新八・神楽・定春 | 2016年3月6日に両国国技館で行われた銀魂のイベント「銀魂晴祭り2016（仮）」を収録。         | - 描き下ろし三方背BOX - 公演パンフレット縮刷版                                                       |
| 銀魂華祭り2017（仮）                                 | 2017年9月27日  | 坂田銀時・志村新八・神楽・近藤勲・土方十四郎（トッシー）・沖田総悟・山崎退（女装）桂小太郎・エリザベス・志村妙・柳生九兵衛・猿飛あやめ・月詠・神威・馬董・猩覚 | 2017年3月5日に両国国技館で行われた銀魂のイベント「銀魂華祭り2017（仮）」を収録。         | - 描き下ろし三方背BOX - 公演パンフレット縮刷版                                                       |

### BD-BOX
| 巻     | 発売日         | 収録話            | 規格品番       |
| ------ | -------------- | ----------------- | -------------- |
| 其ノ壱 | 2014年12月17日 | 第1話 - 第49話    | ANZX-11711〜20 |
| 其ノ弐 | 2015年2月25日  | 第50話 - 第99話   | ANZX-11721〜30 |
| 其ノ参 | 2015年4月22日  | 第100話 - 第150話 | ANZX-11731〜42 |
| 其ノ四 | 2015年6月24日  | 第151話 - 第201話 | ANZX-11751〜63 |
| 其ノ五 | 2016年12月14日 | 第202話 - 第236話 | ANZX-13401〜10 |
| 其ノ六 | 2017年2月8日   | 第237話 - 第265話 | ANZX-13411〜21 |

### CD

#### サウンドトラック
- 『銀魂 オリジナル・サウンドトラック』（2006年9月27日）
- 『銀魂 オリジナル・サウンドトラック2』（2007年11月28日）
- 『銀魂 オリジナル・サウンドトラック3』（2009年6月24日）
- 『劇場版銀魂新訳紅桜篇 オリジナル・サウンドトラック』（2010年5月12日）
- 『銀魂 オリジナル・サウンドトラック4』（2012年3月21日）
- 『銀魂' 延長戦 オリジナル・サウンドトラック』（2013年4月24日）
- 『劇場版銀魂 完結篇 万事屋よ永遠なれ オリジナル・サウンドトラック』（2013年7月3日）
- 『銀魂 オリジナル・サウンドトラック5』（2016年3月2日）
- 『銀魂 THE FINAL オリジナル・サウンドトラック』（2021年1月8日）

#### 主題歌・キャラクターソング集
銀魂BEST
アニメ主題歌集その1。2009年3月25日発売。クレジットOP&ED映像収録DVD、描き下ろしBOX・描き下ろしデジパック、スペシャルブックレット、特製ピンナップ。
【DVD収録映像】第1期 - 5期ノンクレジットオープニング映像、第1期 - 第10期ノンクレジッエンディング映像。15曲入。
寺門通ファーストアルバム『浮世のことなんて今日は忘れて楽しんでいってネクロマンサー』
作中で登場する寺門通の楽曲をお通の声優・高橋美佳子が実際に歌って、2010年4月24日にアニメイト限定で発売されたキャラクターソング集。
銀魂BEST2
アニメ主題歌集その2。2011年6月22日発売。
銀魂BEST3
アニメ主題歌集その3。2013年11月27日発売。
銀魂BEST4
アニメ主題歌集その4。2017年12月13日発売。
銀魂BEST5
アニメ主題歌集その5。2023年3月15日発売。

## ジャンプアニメツアー

### 『何事も最初が肝心なので多少背伸びするくらいが丁度良い』
テレビ放送開始前に、ジャンプフェスタアニメツアー'05で上映されたオリジナルアニメ作品。上映時間約30分。原作の第17訓をベースにオリジナルエピソードを加えた本編に、ショートアニメや嘘CMなどを付けた物で、テレビシリーズのパイロットフィルム・プロトタイプとなる。その後、一部のシーンをカットして、音声を録り直したものがテレビシリーズ第125話で放送され、冒頭の世界観の説明のシーンなどの一部シーン、オープニングタイトル（本編ではCM前後のアイキャッチとして使用）は本編でも流用された。
- スタッフ
  - 企画 - 八坂健司（集英社）
  - 脚本 - 大和屋暁
  - キャラクターデザイン - 竹内進二
  - メカデザイン - 大河原邦男（MS・ZURAデザイン）
  - 美術監督 - 野村裕樹
  - 色彩設計 - 歌川律子
  - 撮影監督 - 老平英
  - 編集 - 瀬山武司
  - 音楽 - Audio Highs
  - 音響監督 - 小林克良
  - 色指定・検査 - 宮脇裕美
  - 特殊監督 - 古川貴之
  - CG制作 - 真田竹志
  - 音響効果 - 田中秀実
  - 録音調整 - 野口あきら
  - 録音助手 - 小林かおり
  - 企画協力 - 大西恒平、大好誠
  - 進行チーフ - 青木弘幸
  - 制作進行 - 立原正輝
  - 制作事務 - 松尾友子
  - 制作デスク - 樋口弘光
  - アシスタントプロデューサー - 若鍋竜太
  - プロデューサー - 大徳哲雄、渡辺直樹、岩田幹宏
  - 監督 - 高松信司
- オープニング「Planet X」（ジャンプフェスタ・アニメツアー'05）：歌 - Audio Highs
- エンディング「お前の母ちゃん××だ!」（ジャンプフェスタ・アニメツアー'05）：歌 - kazmy with ネクロマンサーズ [注 68]

### 『劇場版銀魂 〜白夜叉降誕〜 予告篇』
ジャンプスーパーアニメツアー2008で上映された特別編。上映時間約10分。攘夷志士時代のエピソードを予告編風に映像化したもので、白夜叉降誕の来春公開および同時上映が『真選組上京編』とウソ告知もされていた。キャッチコピーは「そして修羅は生まれた。」。その後、一部のシーンをカットし音声を録り直したものがテレビシリーズ第209話で放送された。
- スタッフ
  - 製作 - 銀魂製作委員会
  - キャラクターデザイン - 竹内進二
  - デザインワークス - 乙幡忠志
  - 美術監督 - 野村裕樹
  - 色彩設計、色指定 - 歌川律子
  - 撮影監督 - 老平英
  - 編集 - 瀬山武司
  - CG監督 - 真田竹志
  - 音楽 - Audio Highs
  - 音響監督 - 小林克良
  - 特殊効果 - 村上宜隆
  - 音響効果 - 武藤晶子
  - 録音調整 - 野口あきら
  - 制作進行 - 塚本樹佳
  - 制作デスク - 三浦進
  - 設定制作 - 前川貴史
  - 制作事務 - 木村友美
  - アシスタントプロデューサー - 樋口弘光
  - プロデューサー - 東不可止、笹田直樹、若鍋竜太
  - 監修、録音演出 - 高松信司
  - 監督 - 藤田陽一
- オープニング「曇天」
- エンディング「どんだけー! 小西マン」
  - 作詞 - 大和屋暁 / 作曲・編曲 - Audio Highs / 歌 - Ko-saku
- 挿入歌「ウィーアー!」（『ONE PIECE』の初代OP。権利関係をクリアしてDVDにも収録されている[42]）
  - 歌 - きただにひろし

### 『布団に入ってから拭き残しに気付いて寝るに寝れない時もある』
第3期放送開始前に、ジャンプスペシャルアニメフェスタ2014で上映された特別編。冒頭の銀時、新八、神楽による挨拶と初のアニメ化となる第三百十二訓「超必殺技はコマンド難すぎて出せない」とショートアニメで構成されている。ショートアニメでは第三百十二訓では未登場の真選組、お登勢、キャサリン、猿飛あやめ、坂本辰馬が登場している。制作スタッフは第3期と同じだが、アニメ制作はバンダイナムコピクチャーズではなく第1期〜第2期延長戦を担当したサンライズになっている。
- スタッフ
  - 製作 - 銀魂製作委員会
  - キャラクターデザイン、総作画監督 - 竹内進二
  - デザインワークス - 中村ユミ
  - 美術監督 - 間庭奈美
  - 色彩設計 - 歌川律子
  - 編集 - 瀬山武司
  - 撮影監督 - 寺本友紀
  - CG監督 - 鈴木知美
  - 音楽 - Audio Highs
  - 音響監修 - 小林克良
  - 音響監督 - 高松信司
  - 色指定 - 尾垣拓也
  - 特殊効果 - 入佐芽詠美
  - 撮影監督補佐 - 石井彗治
  - サウンドミキサー - 野口あきら
  - 音響効果 - 武藤晶子
  - 制作進行 - 金碇良
  - 制作デスク - 上田浩平
  - 設定制作 - 進藤陽平
  - 制作事務 - 齋藤晶子
  - 題字 - 若鍋竜太
  - アシスタントプロデューサー - 三浦進
  - プロデューサー - 関口利恵子、番泰之、樋口弘光
  - 監修 - 藤田陽一
  - 監督 - 宮脇千鶴
- エンディング「Ring a Ding Dong」
  - 作詞 - 木村カエラ、渡邊忍 / 作曲 - 渡邊忍 / 編曲 - 鈴木真人 / 歌 - 鈴木佐江子

### 『美味いモノは後回しにすると横取りされるからやっぱり先に食え』
『ジャンプスペシャルアニメフェスタ2015』で上映。『銀魂゜』第10巻映像特典として収録。後半は将軍暗殺篇の告知映像。
- オープニング「Beautiful Days」
- エンディング「グロリアスデイズ」

## 劇場版
いずれも配給はワーナー・ブラザース映画。
『劇場版 銀魂 新訳紅桜篇』
2010年4月24日公開。
『劇場版 銀魂 完結篇 万事屋よ永遠なれ』
2013年7月6日公開。原作者空知英秋書き下ろしによる新作エピソード。
『銀魂 THE FINAL』
2021年1月8日公開。ストーリーは第六百九十六訓から最終訓である第七百四訓をベースにし、アニメオリジナルの要素も盛り込まれる。
『新劇場版 銀魂 -吉原大炎上-』
2026年公開予定。「吉原炎上篇」の初映画化作品となり、桂や真選組といった原作の該当エピソードには登場しなかったキャラクターも登場する。

## 銀魂オンシアター2D[46]
『銀魂オンシアター２Ｄ バラガキ篇』
2023年11月10日公開。Blu-ray・DVD:2024年3月27日発売。
『銀魂オンシアター２Ｄ 一国傾城篇』
2024年6月21日公開。Blu-ray・DVD:2024年11月22日発売。
『銀魂オンシアター２Ｄ 金魂篇』
2024年11月22日公開。Blu-ray・DVD:2025年2月7日発売。
『銀魂オンシアター2D 真選組動乱篇』
2025年2月7日公開。Blu-ray・DVD:2025年5月28日発売。
『銀魂オンシアター2D かぶき町四天王篇』
2025年2月21日公開。Blu-ray・DVD:2025年8月27日発売予定。

## スピンオフアニメ

### 3年Z組銀八先生
2023年3月19日に開催された「銀魂後祭り2023（仮）」にてスピンオフ小説『3年Z組銀八先生』のアニメ化特報が公開された。2025年10月よりテレビ東京系列にて放送予定。

#### スタッフ（3年Z組銀八先生）
- 原作 - 空知英秋[48]、大崎知仁[48]
- 総監督 - 森脇真琴[48]
- 監督 - 東田夏実[48]
- シリーズ構成 - 筆安一幸[48]、未定Mark II[48]
- キャラクターデザイン・総作画監督 - 竹内進二[48]
- 美術監督 - 吉田ひとみ[48]
- 色彩設計 - 高谷知恵[48]
- 撮影監督 - TOKUMORI[48]
- 編集 - 白石あかね[48]
- 音響監督 - 郷田ほづみ[48]
- 音楽 - Audio Highs[48]
- アニメーション制作 - BN Pictures[48]

#### 主題歌（3年Z組銀八先生）
「桜風」
ぼっちぼろまるによるオープニングテーマ。
「Underclass HERO」
LONGMANによるエンディングテーマ。

#### 放送局（3年Z組銀八先生）
| 放送期間        | 放送時間                     | 放送局              | 対象地域                                                    | 備考            |
| --------------- | ---------------------------- | ------------------- | ----------------------------------------------------------- | --------------- |
| 2025年10月7日 - | 火曜 0:00 - 0:30（月曜深夜） | テレビ東京系列全6局 | 北海道・関東広域圏・愛知県・ 大阪府・岡山県・香川県・福岡県 |                 |
| 2025年10月8日 - | 水曜 0:30 - 1:00（火曜深夜） | BSテレ東            | 日本全域                                                    | BS放送/BS4K放送 |

## 海外での展開
韓国ではトゥーニバースが2008年7月から2009年1月にかけて、アニメ1年目にあたる第1話から第49話まで放送されていた。イタリアのMTVでも、2007年12月から2008年5月にかけて第1話から第24話までが放送されていたが、第25話以降の放送は不明である。また、台湾・香港・タイでも放送されている。韓国では19歳以上視聴可の指定を受けており、台湾でも一部のシーンが修正・カットしている。タイでは2年目以後と劇場版は別の声優をアフレコして、タバコ・武器（木刀も含む刃物や拳銃のみ）・踏み足・裸体（モザイクをつけた部分のみ）をぼかした。
200以上の国と地域でサービスを展開しているCrunchyrollがテレビ東京と公式に契約して英語字幕付きのエピソードを全話配信している。
英語吹替え版は現在、第1話から第49話までと、第266話から第316話までが製作されている。

## コラボアニメ
モンスターストライク

荒野行動
荒野行動のコラボ動画としてYouTube『荒野行動-Knives Out』チャンネルで2019年11月18日に『荒野行動×銀魂コラボ動画 スカイダイビング編』を配信。